# Inglaterra
Inglaterra (em inglês:  England) é uma das nações constituintes do Reino Unido. O país faz fronteira com a Escócia ao norte e com o País de Gales a oeste; o Mar da Irlanda está a noroeste, o Mar Celta está a sudoeste, enquanto o Mar do Norte está a leste e o Canal da Mancha, ao sul, a separa da Europa continental. A maior parte da Inglaterra compreende a parte central e sul da ilha da Grã-Bretanha, no Atlântico Norte. O país também inclui mais de 100 ilhas menores, como as Ilhas Scilly e a Ilha de Wight.
A área agora chamada de Inglaterra foi habitada por seres humanos pela primeira vez durante o período Paleolítico Superior, mas o seu nome vem dos anglos, uma das tribos germânicas que se estabeleceram durante os séculos V e VI na região. A Inglaterra tornou-se um Estado unificado em 927 d.C., e desde a Era dos Descobrimentos, que começou durante o século XV, a nação passou a ter um impacto cultural e jurídico significativo sobre o resto do mundo. O idioma inglês, a Igreja Anglicana e o direito inglês (base para os sistemas legais de common law de muitos outros países ao redor do mundo) desenvolveram-se na Inglaterra, e o sistema de governo parlamentar do país tem sido amplamente adotado por outras nações. A Revolução Industrial começou na Inglaterra do século XVIII, transformando sua sociedade na primeira nação industrializada do mundo. A Royal Society da Inglaterra lançou as bases da ciência experimental moderna.
O território da Inglaterra é, em sua maioria, composto por pequenas colinas e planícies, especialmente no centro e no sul do país. No entanto, existem planaltos no norte (por exemplo, Lake District, Peninos e Yorkshire Dales) e no sudoeste (por exemplo, Dartmoor e Cotswolds). A antiga capital da Inglaterra era Winchester até Londres assumir o posto em 1066. Hoje Londres é a maior área metropolitana no Reino Unido. A população inglesa é de cerca de 51 milhões de pessoas, cerca de 84% da população do Reino Unido é majoritariamente concentrada em Londres, no sudeste e em aglomerações nas Midlands, no noroeste, no nordeste e em Yorkshire, regiões industriais que se desenvolveram durante o século XIX.
O Reino da Inglaterra, que depois de 1284 incluiu o País de Gales, era um Estado soberano até 1 de maio de 1707, quando os Atos de União colocaram em prática os termos acordados no Tratado de União do ano anterior, resultando em uma união política com o Reino da Escócia para criar o novo Reino da Grã-Bretanha. Em 1801, a Grã-Bretanha se uniu com o Reino da Irlanda através de outro ato da união para se tornar o Reino Unido da Grã-Bretanha e Irlanda. Em 1922, o Estado Livre Irlandês foi estabelecido como um domínio separado, mas uma lei de 1927 reincorporou ao reino seis condados irlandeses para criar oficialmente o atual Reino Unido da Grã-Bretanha e Irlanda do Norte, ou simplesmente Reino Unido.

## Etimologia
O nome Inglaterra é derivado do inglês antigo "Englaland" (England), que significa "terra dos anglos". Os anglos foram uma das tribos germânicas que se estabeleceram na Inglaterra durante a Alta Idade Média. Segundo o Dicionário Oxford, o primeiro uso conhecido de "Inglaterra" para se referir à parte sul da ilha da Grã-Bretanha ocorreu em 897, e sua ortografia moderna foi usada pela primeira vez em 1538.

## História

### Pré-História e Antiguidade

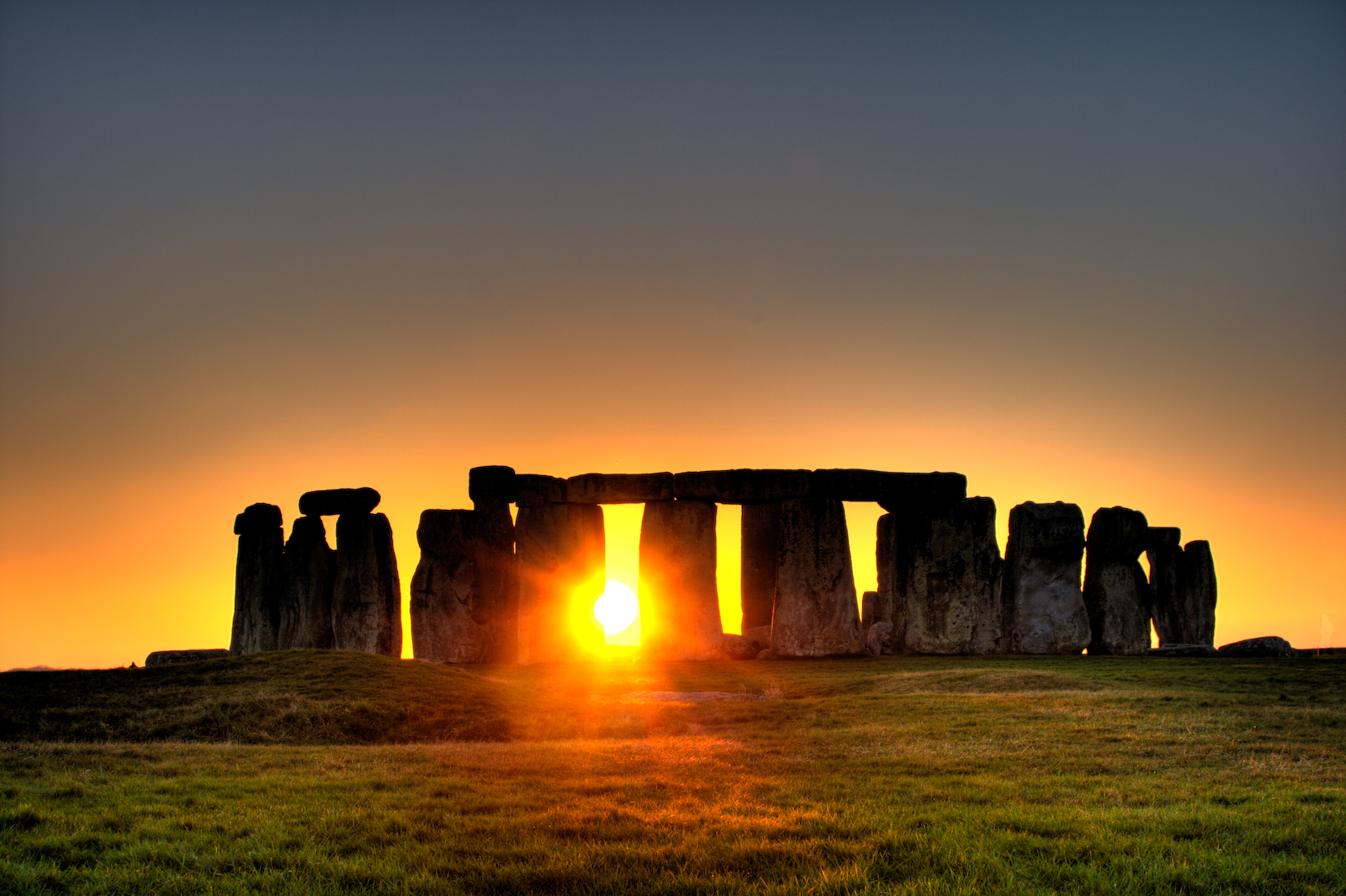
Stonehenge, um monumento megalítico do período Neolítico e da Idade do Bronze, em Wiltshire. Acredita-se ter sido construído entre 2500 e 2000 a.C.

O mais antigo fóssil humano descoberto no território foi datado em mais de 700 mil anos. A descoberta foi feita no que é hoje Norfolk e Suffolk. O homem moderno chegou ao território há cerca de 35 mil anos, mas devido às condições difíceis da última Era Glacial, fugiu da Grã-Bretanha para as montanhas do sul da Europa. Apenas os grandes mamíferos, como mamutes, bisões e rinocerontes, permaneceram. Há cerca de 11 mil anos, quando o gelo começou a derreter, os seres humanos voltaram a ocupar a área. Uma pesquisa genética mostrou que eles vieram do norte da Península Ibérica. O nível do mar era mais baixo do que agora, e a Grã-Bretanha estava ligada por terra à Irlanda e a Eurásia. Quando o mar subiu, há 9 000 anos, foi separado da Irlanda, e da Eurásia meio século mais tarde. A Cultura do Vaso Copaniforme chegou por volta de 2500 a.C., e a elaboração de navios construídos a partir de barro e de cobre foi introduzida. Foi nessa época que os grandes monumentos do Neolítico, como Stonehenge e Avebury foram erigidos.
Durante a Idade do Ferro, os Celtas chegaram da Europa Central. O desenvolvimento de fundição de ferro permitiu a construção de arados melhores, o avanço da agricultura (por exemplo, com os campos Celtas), bem como a produção de armas mais eficazes. A sociedade era tribal, e de acordo com Ptolomeu havia cerca de 20 tribos diferentes na área, as divisões são desconhecidas. Tal como outras regiões na fronteira do Império, a Grã-Bretanha tinha apreciado por muito tempo relações comerciais com os romanos.
Os romanos conquistaram a Bretanha em 43, durante o reinado do imperador Cláudio, e a área foi incorporada ao Império Romano como província da Britânia. Em 410, com o declínio do Império Romano, os romanos deixaram a ilha para defender suas fronteiras na Europa continental.

### Idade Média

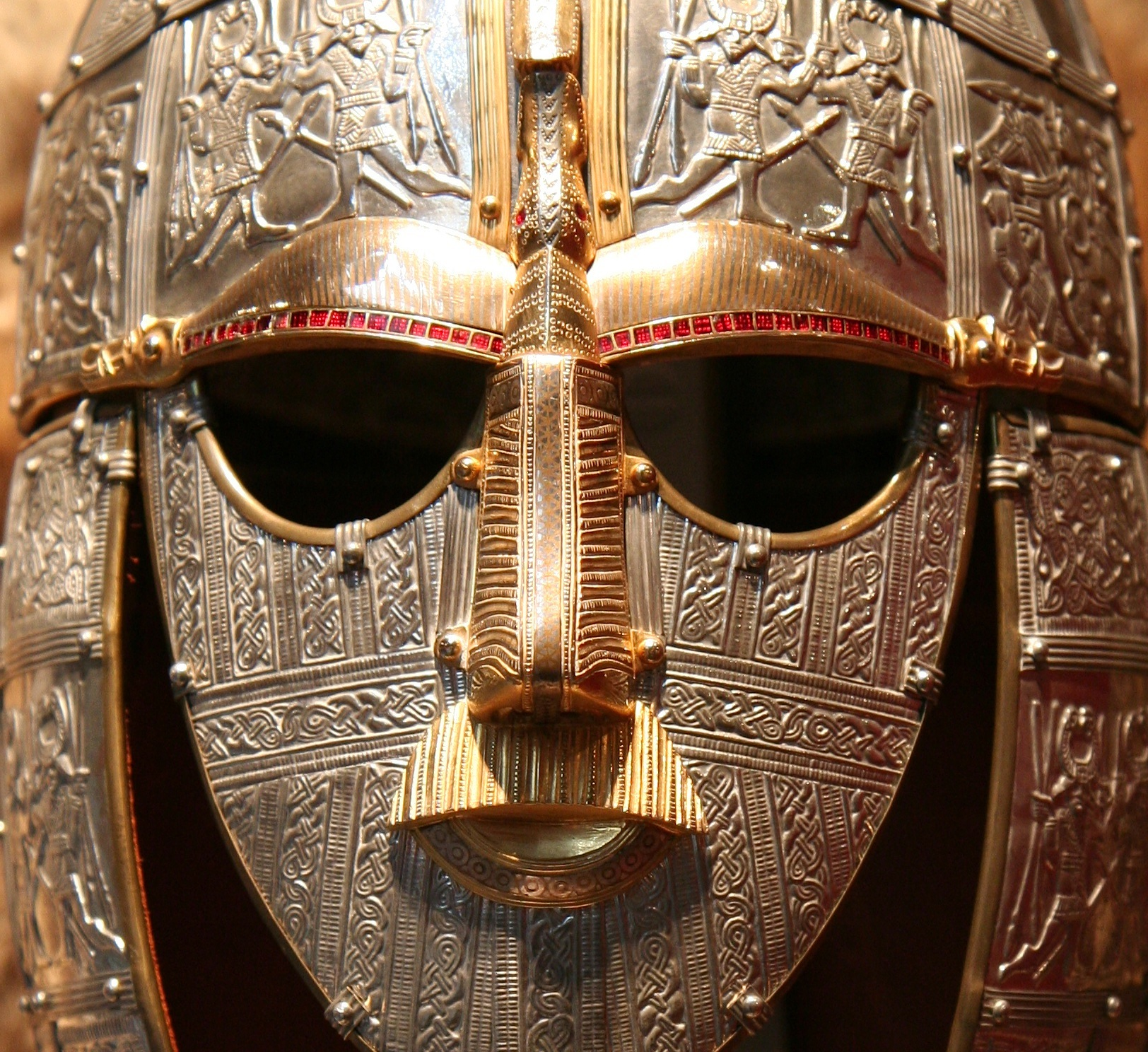
Réplica do capacete Sutton Hoo do século VII do Reino de East Anglia.

As retiradas militares romanas deixaram a Grã-Bretanha aberta à invasão de guerreiros pagãos e marítimos do noroeste da Europa continental, principalmente os anglo-saxões, jutos e frísios, que haviam invadido as costas da província romana e começaram a se estabelecer, inicialmente na parte oriental da Europa. Seu avanço foi contido por algumas décadas após a vitória dos britânicos na Batalha do Monte Badon, mas subsequentemente recomeçou, dominando as planícies férteis da Grã-Bretanha e reduzindo a área sob controle britânicos a uma série de enclaves distintos. O país acidentado a oeste até o final do século VI. Os textos contemporâneos que descrevem esse período são extremamente escassos, dando origem à sua descrição como Idade das Trevas. A natureza e a progressão do assentamento anglo-saxão da Grã-Bretanha estão consequentemente sujeitas a um desacordo considerável. O cristianismo dominado pelos romanos, em geral, desapareceu dos territórios conquistados, mas foi reintroduzido por missionários de Roma liderados por Agostinho a partir de 597. As disputas entre as formas de cristianismo dominadas por romanos e celtas terminaram em vitória para a tradição romana no Concílio de Whitby (664), que era ostensivamente sobre cortes de cabelo e a data da Páscoa, mas mais significativamente, sobre as diferenças de formas de autoridades romanas e celtas, teologia e prática religiosa.
Durante o período de colonização, as terras governadas pelos visitantes parecem ter sido fragmentadas em numerosos territórios tribais, mas no século VII, quando evidências substanciais da situação novamente se tornaram disponíveis, elas se fundiram em cerca de uma dúzia de reinos, incluindo Nortúmbria, Mércia, Wessex, East Anglia, Essex, Kent e Sussex. Nos séculos seguintes, esse processo de consolidação política continuou. O século VII viu uma luta pela hegemonia entre a Nortúmbria e a Mércia, que no século VIII deu lugar à preeminência mércia. No início do século IX, Mércia foi substituída por Wessex como o primeiro reino. Mais tarde naquele século, ataques crescentes dos dinamarqueses culminaram na conquista do norte e leste da Inglaterra, derrubando os reinos da Nortúmbria, Mércia e East Anglia. Wessex sob comando de Alfredo, o Grande, foi deixado como o único reino inglês sobrevivente e, sob seus sucessores, expandiu-se constantemente às custas dos reinos de Danelaw. Isso provocou a unificação política da Inglaterra, realizada pela primeira vez sob o comando de Etelstano em 927 e definitivamente estabelecida após novos conflitos de Edredo em 953. Uma nova onda de ataques escandinavos do final do século X terminou com a conquista deste reino unido por Sueno I em 1013 e novamente por seu filho Canuto II, em 1016, transformando-o no centro de um império de curta duração do Mar do Norte, que também incluía a Dinamarca e a Noruega. No entanto, a dinastia real nativa foi restaurada com a adesão de Eduardo, o Confessor, em 1042.

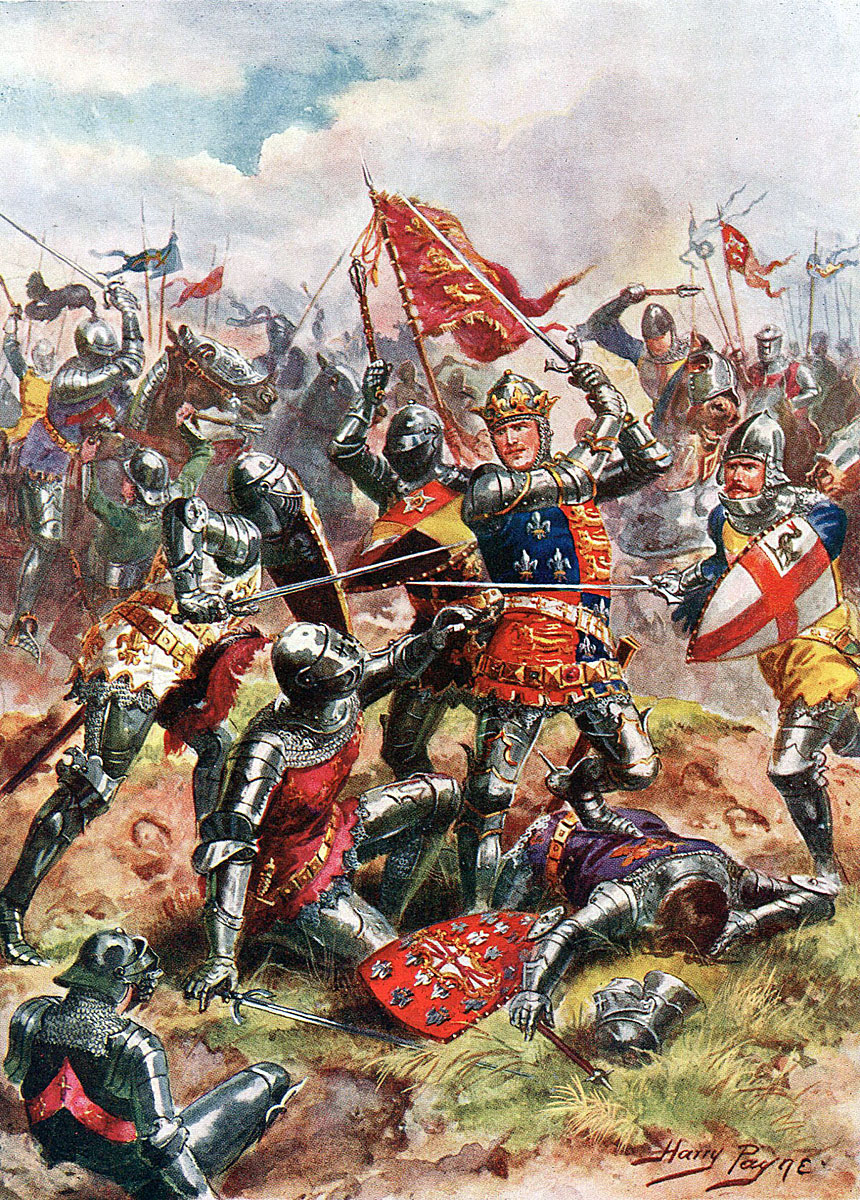
Henrique V na batalha de Agincourt, com vitória inglesa.

A Inglaterra foi conquistada em 1066 por um exército liderado por Guilherme, o Conquistador, Duque da Normandia, um feudo do Reino da França. Os normandos originaram-se na Escandinávia e se estabeleceram na Normandia alguns séculos depois. O primeiro duque da Normandia foi Rollo, um ancestral de Guilherme, e fundador da Dinastia normanda. Eles introduziram o feudalismo e mantiveram o poder através de barões, que construíram castelos na Inglaterra. O período viu mudanças no comércio e na legislação, incluindo a assinatura da Carta Magna, uma carta jurídica utilizada para limitar o poder soberano por lei e proteger os privilégios dos homens livres.
O monasticismo católico floresceu, as universidades de Oxford e Cambridge foram fundadas com o patrocínio real. Durante o século XIV, a Inglaterra e a França se enfrentaram na Guerra dos Cem Anos. A epidemia da Peste negra atingiu a Inglaterra, a partir de 1348, e matou metade dos seus habitantes. De 1453–1487 uma guerra civil entre dois ramos da Dinastia Plantageneta, a Casa de Iorque e a Dinastia de Lencastre, ficou conhecida como a Guerra das Rosas.
A Guerra se resolveu quando o último rei da Casa de York, Ricardo III, foi morto na Batalha de Bosworth Field, ocorrida em 22 de agosto de 1485, pelas forças de Henrique Tudor, Conde de Richmond, da Casa de Tudor, com descendência galesa, sendo que o ancestral de Henrique, Owen Tudor, era o fundador da Dinastia através de seu casamento com Catarina de Valois, a viúva do rei Henrique V e mãe do rei Henrique VI.

### Idade Moderna

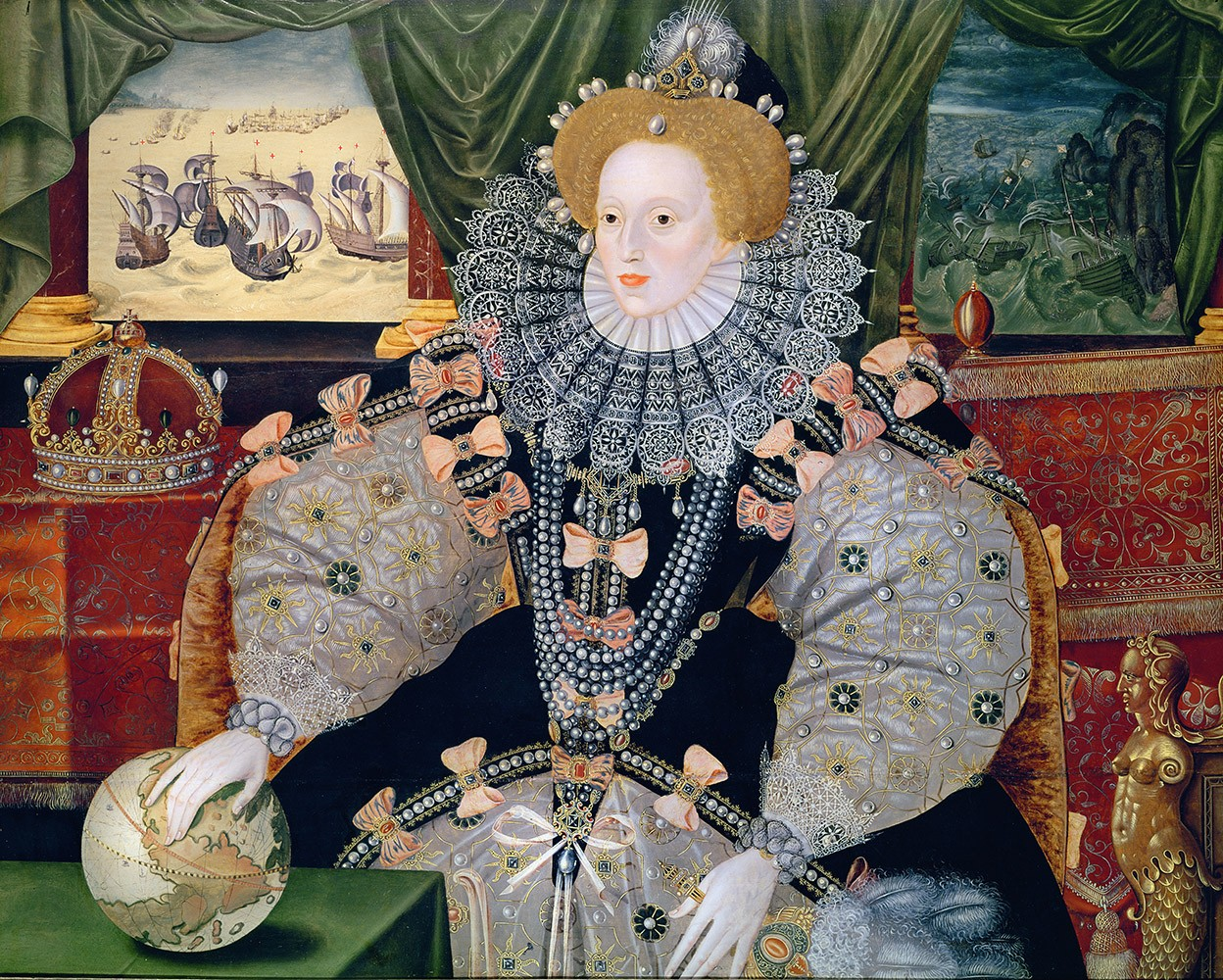
Retrato da rainha Isabel I de Inglaterra feito para comemorar a vitória inglesa sobre a Armada Espanhola em 1588.

Durante o período Tudor, o Renascimento chegou à Inglaterra através dos cortesãos italianos, que reintroduziram o debate artístico, educacional e acadêmico da antiguidade clássica. A Inglaterra começou a desenvolver habilidades navais, e a exploração para o Ocidente se intensificou.
Henrique VIII rompeu a comunhão com a Igreja Católica, por questões relacionadas ao seu divórcio, sob os Atos da Supremacia em 1534, que proclamavam o chefe monarca da Igreja da Inglaterra. Em contraste com grande parte do protestantismo europeu, as raízes da cisão eram mais políticas do que teológicas. Também incorporou legalmente sua terra ancestral Gales no Reino da Inglaterra com os atos de 1535 a 1542. Houve conflitos religiosos internos durante o reinado das filhas de Henrique, Maria I e Isabel I. O primeiro levou o país de volta ao catolicismo, enquanto o último o rompeu novamente, afirmando vigorosamente a supremacia do anglicanismo.
Competindo com a Espanha, a primeira colônia inglesa nas Américas foi fundada em 1585 pelo explorador Walter Raleigh, na Virgínia, e recebeu o nome de Roanoke. A colônia de Roanoke falhou e é conhecida como a colônia perdida depois que foi encontrada abandonada no retorno do navio de suprimentos que chegava tarde. Com a Companhia das Índias Orientais, a Inglaterra também competiu com os holandeses e franceses no Oriente. Durante o período elisabetano, a Inglaterra estava em guerra com a Espanha. Uma armada partiu da Espanha em 1588 como parte de um plano mais amplo de invadir a Inglaterra e restabelecer uma monarquia católica. O plano foi frustrado por má coordenação, tempestade e ataques bem-sucedidos por uma frota inglesa sob o comando de Lorde Howard, de Effingham. Esse fracasso não acabou com a ameaça: a Espanha lançou mais duas armadas, em 1596 e 1597, mas ambas foram recuadas por tempestades. A estrutura política da ilha mudou em 1603, quando o rei dos escoceses, Jaime VI, um reino há muito rival dos interesses ingleses, herdou o trono da Inglaterra como Jaime I, criando assim uma união pessoal. Ele se denominou rei da Grã-Bretanha, embora isso não tivesse base na lei inglesa. Sob os auspícios do rei Jaime VI e I, a versão autorizada da Bíblia Sagrada do rei Jaime foi publicada em 1611. Não só foi classificada com as obras de Shakespeare como a maior obra-prima da literatura na língua inglesa, mas também foi a versão padrão da Bíblia lida pela maioria dos cristãos protestantes por quatrocentos anos, até que as revisões modernas foram produzidas no século XX.

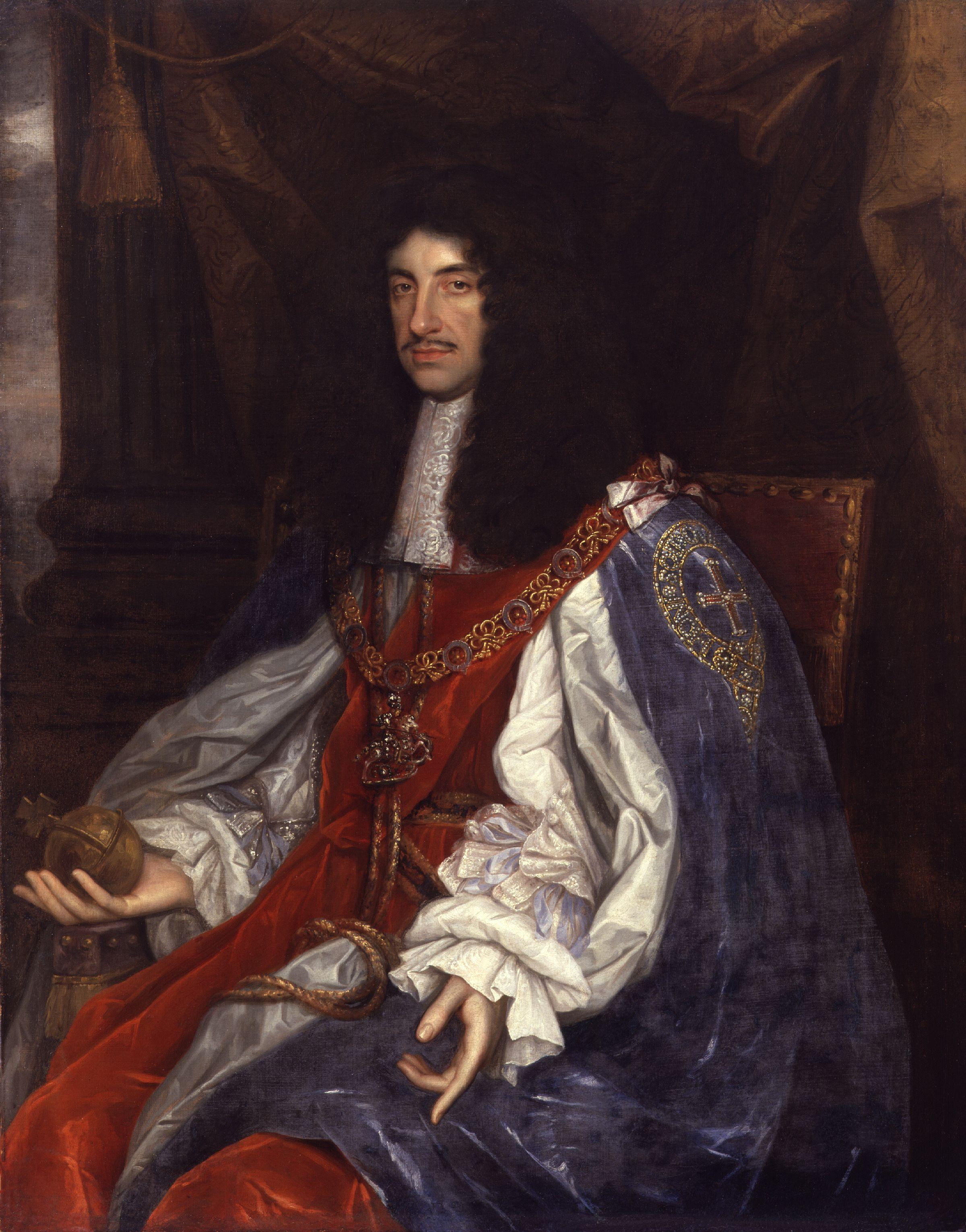
A Restauração Inglesa restaurou a monarquia sob o rei Carlos II e a paz após a Guerra Civil Inglesa.

Com base em posições políticas, religiosas e sociais conflitantes, a Guerra Civil Inglesa foi travada entre os apoiadores do Parlamento e os do rei Carlos I, conhecidos coloquialmente como Roundheads e Cavaliers, respectivamente. Essa foi uma parte entrelaçada das Guerras multifacetadas mais amplas dos Três Reinos, envolvendo a Escócia e a Irlanda. Os parlamentares foram vitoriosos, Carlos I foi executado e o reino substituído pela Commonwealth. Líder das forças do Parlamento, Oliver Cromwell declarou-se Lorde Protetor em 1653; seguiu-se um período de regra pessoal. Após a morte de Cromwell e a renúncia de seu filho Richard como Lorde Protetor, Carlos II foi convidado a retornar como monarca em 1660, em um movimento chamado Restauração. Após a Revolução Gloriosa de 1688, foi estabelecido constitucionalmente que o Rei e o Parlamento deveriam governar juntos, embora o Parlamento tivesse o poder real. Isso foi estabelecido com a Declaração de Direitos em 1689. Entre os estatutos estabelecidos, a lei só podia ser feita pelo Parlamento e não podia ser suspensa pelo rei, e também que o rei não podia impor impostos ou criar um exército sem a prévia autorização e aprovação do Parlamento. Também desde então, nenhum monarca britânico entrou na Câmara dos Comuns quando está sentado, que é comemorado anualmente na abertura do Parlamento pelo monarca britânico quando as portas da Câmara dos Comuns são batidas em face de o mensageiro do monarca, simbolizando os direitos do Parlamento e sua independência do monarca. Com a fundação da Royal Society em 1660, a ciência foi muito incentivada.
Em 1666, o Grande Incêndio de Londres destruiu a Cidade de Londres, mas foi reconstruído pouco depois com muitos edifícios significativos projetados por Sir Christopher Wren. No Parlamento, duas facções surgiram — os Conservadores e os Whigs. Embora os Conservadores tenham inicialmente apoiado o rei católico Jaime II, alguns deles, juntamente com os Whigs, durante a Revolução de 1688 convidaram o príncipe holandês William de Orange a derrotar Jaime e, finalmente, a se tornar Guilherme III da Inglaterra. Alguns ingleses, especialmente no norte, eram jacobitas e continuaram a apoiar Jaime e seus filhos. Depois que os parlamentos da Inglaterra e Escócia concordaram, os dois países aderiram à união política, para criar o Reino da Grã-Bretanha em 1707. Para acomodar a união, instituições como a lei e as igrejas nacionais de cada um permaneceram separadas.

### Idade Contemporânea

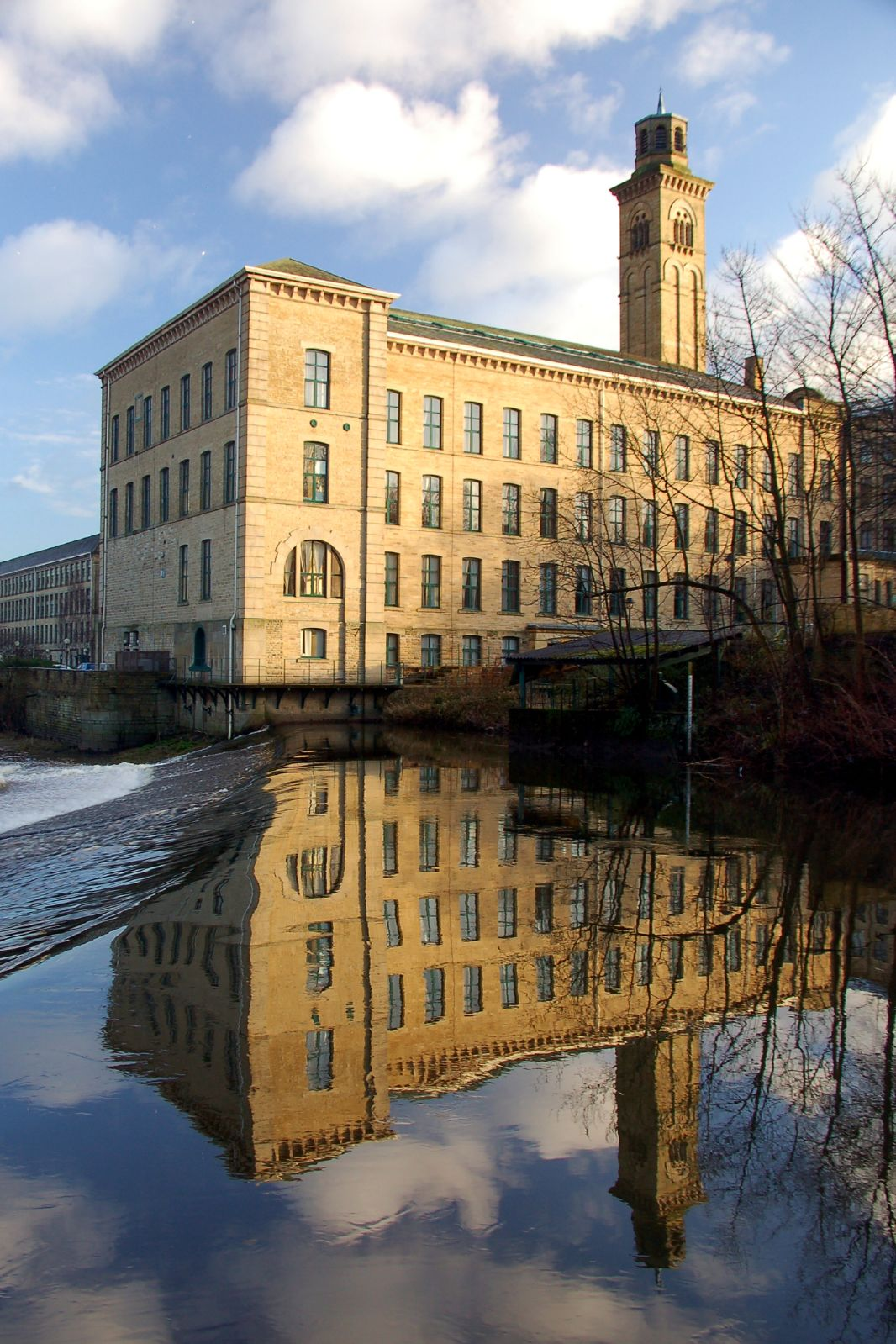
Saltaire, West Yorkshire, é uma cidade-modelo da Revolução Industrial e um Patrimônio Mundial.

Sob o recém-formado Reino da Grã-Bretanha, a produção da Royal Society e outras iniciativas inglesas combinadas com o Iluminismo escocês para criar inovações em ciência e engenharia, enquanto o enorme crescimento do comércio exterior britânico protegido pela Marinha Real abriu o caminho para o estabelecimento do Império Britânico. Internamente, impulsionou a Revolução Industrial, um período de profundas mudanças nas condições socioeconômicas e culturais da Inglaterra, resultando em agricultura industrializada, manufatura, engenharia e mineração, além de novas e pioneiras redes rodoviárias, ferroviárias e hidráulicas para facilitar sua expansão e desenvolvimento. A abertura do Canal Bridgewater, no noroeste da Inglaterra, em 1761, deu início à era do canal na Grã-Bretanha. Em 1825, a primeira ferrovia de passageiros permanente transportada por locomotiva a vapor do mundo — a Ferrovia Stockton e Darlington — foi aberta ao público.
Durante a Revolução Industrial, muitos trabalhadores mudaram-se do campo da Inglaterra para áreas industriais urbanas novas e em expansão para trabalhar em fábricas, por exemplo, em Birmingham e Manchester, apelidadas de "Oficina do Mundo" e "Cidade do Armazém", respectivamente. Inglaterra manteve relativa estabilidade durante toda a Revolução Francesa; William Pitt, o Jovem, foi o primeiro-ministro britânico para o reinado de George III. Durante as guerras napoleônicas, Napoleão planejava invadir a partir do sudeste. No entanto, isso não se manifestou e as forças napoleônicas foram derrotadas pelos britânicos no mar por Lorde Nelson e em terra pelo duque de Wellington. As guerras napoleônicas promoveram um conceito de britanismo e um povo britânico nacional unido, compartilhado com os escoceses e galeses.

O Cenotáfio Whitehall, é um memorial aos membros das Forças Armadas Britânicas que morreram durante as duas Guerras Mundiais.

Londres se tornou a maior e mais populosa área metropolitana do mundo durante a era vitoriana, e o comércio dentro do Império Britânico, assim como a posição das forças armadas e da marinha britânicas, era de prestígio. A agitação política em casa de radicais como os cartistas e os sufragistas permitiu a reforma legislativa e o sufrágio universal. Mudanças de poder na Europa centro-leste levaram à Primeira Guerra Mundial; centenas de milhares de soldados ingleses morreram lutando pelo Reino Unido como parte dos Aliados. Duas décadas depois, na Segunda Guerra Mundial, o Reino Unido foi novamente um dos Aliados. No final da Guerra Falsa, Winston Churchill tornou-se o Primeiro Ministro da guerra. A evolução da tecnologia de guerra viu muitas cidades danificadas por ataques aéreos durante o Blitz. Após a guerra, o Império Britânico experimentou uma descolonização rápida e houve uma aceleração das inovações tecnológicas; os automóveis se tornaram o principal meio de transporte e o desenvolvimento do motor a jato levou a viagens aéreas mais amplas. Os padrões residenciais foram alterados na Inglaterra por veículos particulares e pela criação do Serviço Nacional de Saúde (NHS) em 1948. O NHS do Reino Unido fornecia assistência médica com fundos públicos a todos os residentes permanentes do Reino Unido gratuitamente no ponto de necessidade, sendo pagos tributação geral. Combinadas, essas mudanças levaram à reforma do governo local na Inglaterra em meados do século XX.
Desde o século XX, houve um movimento populacional significativo para a Inglaterra, principalmente de outras partes das Ilhas Britânicas, mas também da Commonwealth, particularmente do subcontinente indiano. Desde a década de 1970, houve uma grande mudança na fabricação e uma ênfase crescente na indústria de serviços. Como parte do Reino Unido, a área aderiu a uma iniciativa comum de mercado chamada Comunidade Econômica Europeia, que se tornou a União Europeia. Desde o final do século XX, a administração do Reino Unido mudou-se para uma governança descentralizada na Escócia, País de Gales e Irlanda do Norte. Inglaterra e o País de Gales continuam a existir como jurisdição no Reino Unido. A devolução estimulou uma ênfase maior em uma identidade e patriotismo mais específicos do inglês. Não existe um governo inglês desconcentrado, mas uma tentativa de criar um sistema semelhante em uma base sub-regional foi rejeitada por referendo.

## Geografia

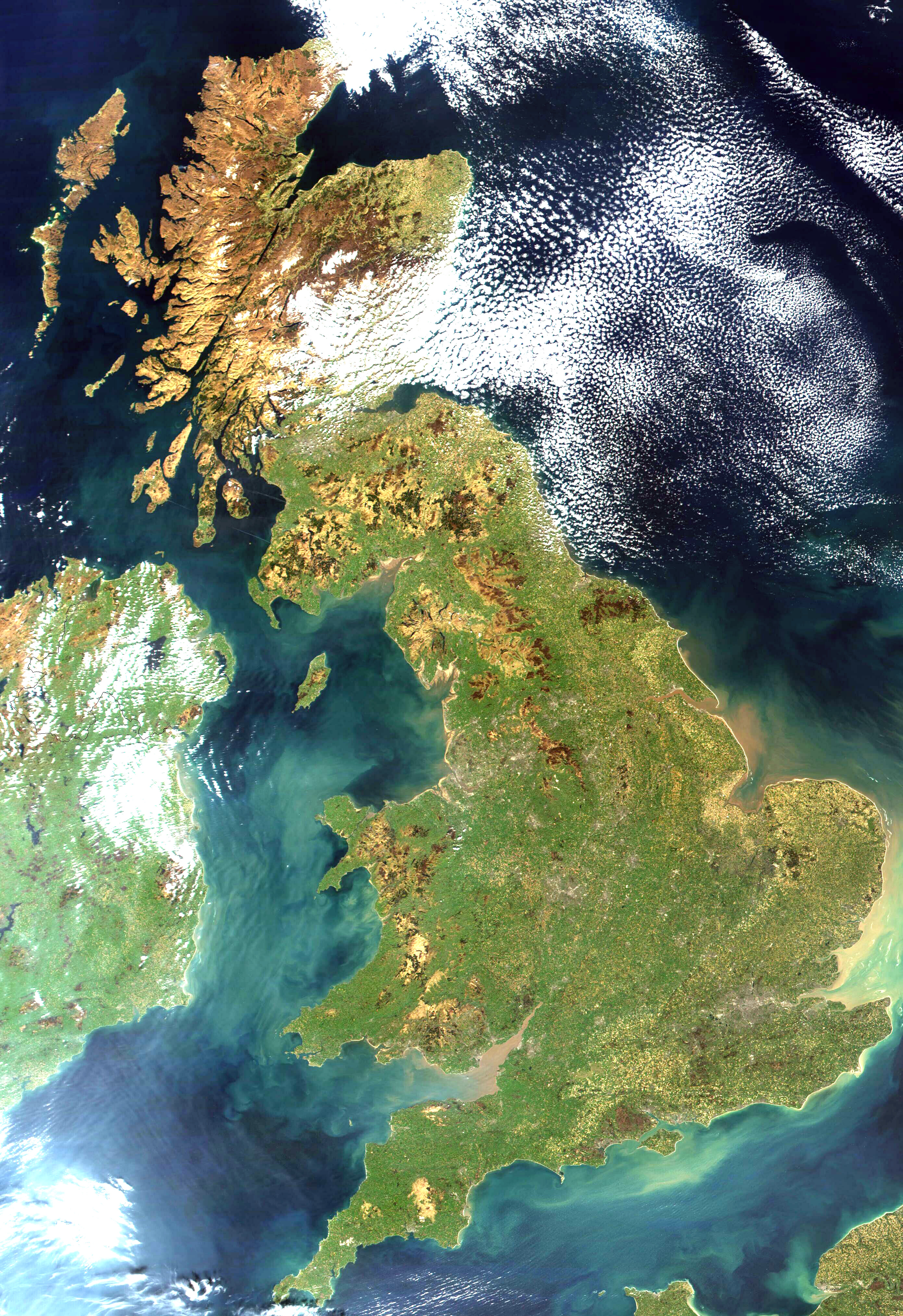
Imagem de satélite da Grã-Bretanha e de parte da ilha da Irlanda.

Geograficamente, a Inglaterra inclui os dois terços central e sul da ilha da Grã-Bretanha, além de ilhas marítimas como a Ilha de Wight e as Ilhas Scilly. Faz fronteira com outros dois países do Reino Unido: ao norte pela Escócia e a oeste pelo País de Gales. A Inglaterra está mais perto do que qualquer outra parte da Grã-Bretanha continental do continente europeu. É separado da França (Hauts-de-France) por uma lacuna marítima de 34 km, embora os dois países estejam conectados pelo Canal da Mancha perto de Folkestone. A Inglaterra também tem margens no mar da Irlanda, no mar do Norte e no Oceano Atlântico.
Os portos de Londres, Liverpool e Newcastle ficam nos rios das marés Tamisa, Mersey e Tyne, respectivamente. A 350 km, o Severn é o rio mais longo que flui pela Inglaterra. Deságua no Canal de Bristol e é notável por seu Severn Bore (um furo de maré), que pode atingir 2 metros (6,6 pés) de altura. No entanto, o rio mais longo da Inglaterra é o Tamisa, com 346 km de comprimento. Existem muitos lagos na Inglaterra; o maior é Windermere, no apropriadamente chamado Lake District.
A maior parte da paisagem da Inglaterra consiste em colinas e planícies baixas, com terras altas e montanhosas no norte e oeste do país. As terras altas do norte incluem os Peninos, uma cadeia de terras altas que divide o leste e o oeste, as montanhas do distrito do lago em Cumbria e as colinas de Cheviot, situando-se na fronteira entre a Inglaterra e a Escócia. O ponto mais alto da Inglaterra, a 978 metros (3 209 pés), é Scafell Pike, no Lake District. As colinas de Shropshire estão perto do País de Gales, enquanto Dartmoor e Exmoor são duas áreas de montanha no sudoeste do país. A linha divisória aproximada entre os tipos de terreno é frequentemente indicada pela linha Tees-Exe.
Em termos geológicos, os Peninos, conhecidos como "espinha dorsal da Inglaterra", são a cordilheira mais antiga do país, originada no final da Era Paleozóica, há cerca de 300 milhões de anos. Sua composição geológica inclui, entre outros, arenito e calcário, e também carvão. Existem paisagens cársticas em áreas de calcita, como partes de Yorkshire e Derbyshire. A paisagem Penina é um pântano alto em áreas de montanha, recortado por vales férteis dos rios da região. Eles contêm dois parques nacionais, o Yorkshire Dales e o Peak District. No Oeste, Dartmoor e Exmoor da Península Sudoeste incluem pântanos montanhosos sustentados por granito e desfrutam de um clima ameno; ambos são parques nacionais.
As terras baixas inglesas estão nas regiões central e sul do país, consistindo em colinas verdes, incluindo as colinas de Cotswold, Chiltern Hills, North e South Downs; onde encontram o mar, formam exposições de rochas brancas, como os penhascos de Dover. Isso também inclui planícies relativamente planas, como a planície de Salisbury, os níveis de Somerset, a planície da costa sul e os Fens.

### Clima
A Inglaterra tem um clima marítimo temperado: é ameno com temperaturas não muito inferiores a 0 °C (32 °F) no inverno e não muito acima de 32 °C (90 °F) no verão . O clima é úmido com relativa frequência e é instável. Os meses mais frios são janeiro e fevereiro, este último particularmente na costa inglesa, enquanto julho é normalmente o mês mais quente. Meses com clima ameno a quente são maio, junho, setembro e outubro. As chuvas são espalhadas de maneira bastante uniforme ao longo do ano.
Influências importantes no clima da Inglaterra são a proximidade com o Oceano Atlântico, a latitude norte e o aquecimento do mar pela corrente do Golfo. As chuvas são maiores no oeste, e partes do distrito dos lagos recebem mais chuva do que em qualquer outro lugar do país. Desde o início dos registros climáticos, a temperatura mais alta registrada foi de 38,7 °C (101,7 °F) em 25 de julho de 2019 no Jardim Botânico de Cambridge, enquanto a mais baixa foi de -26,1 °C (-15,0 °F) em 10 de janeiro de 1982 em Edgmond, Shropshire.

## Demografia
Segundo o censo de 2011, a população oficial do país era de mais de 53 milhões de habitantes, sendo o mais populoso do Reino Unido, contando com cerca de 84% do total de habitantes. A vigésima maior do mundo.
Racialmente, 85,4% são brancos (37,6 milhões sendo etnicamente ingleses), 7,8% asiáticos, 3,5% são negros, 2,3% são de raças misturadas e 0,4% são de origem árabe. Quase 10% da população da Inglaterra, no começo da década de 2010, não nasceram no país.

### População

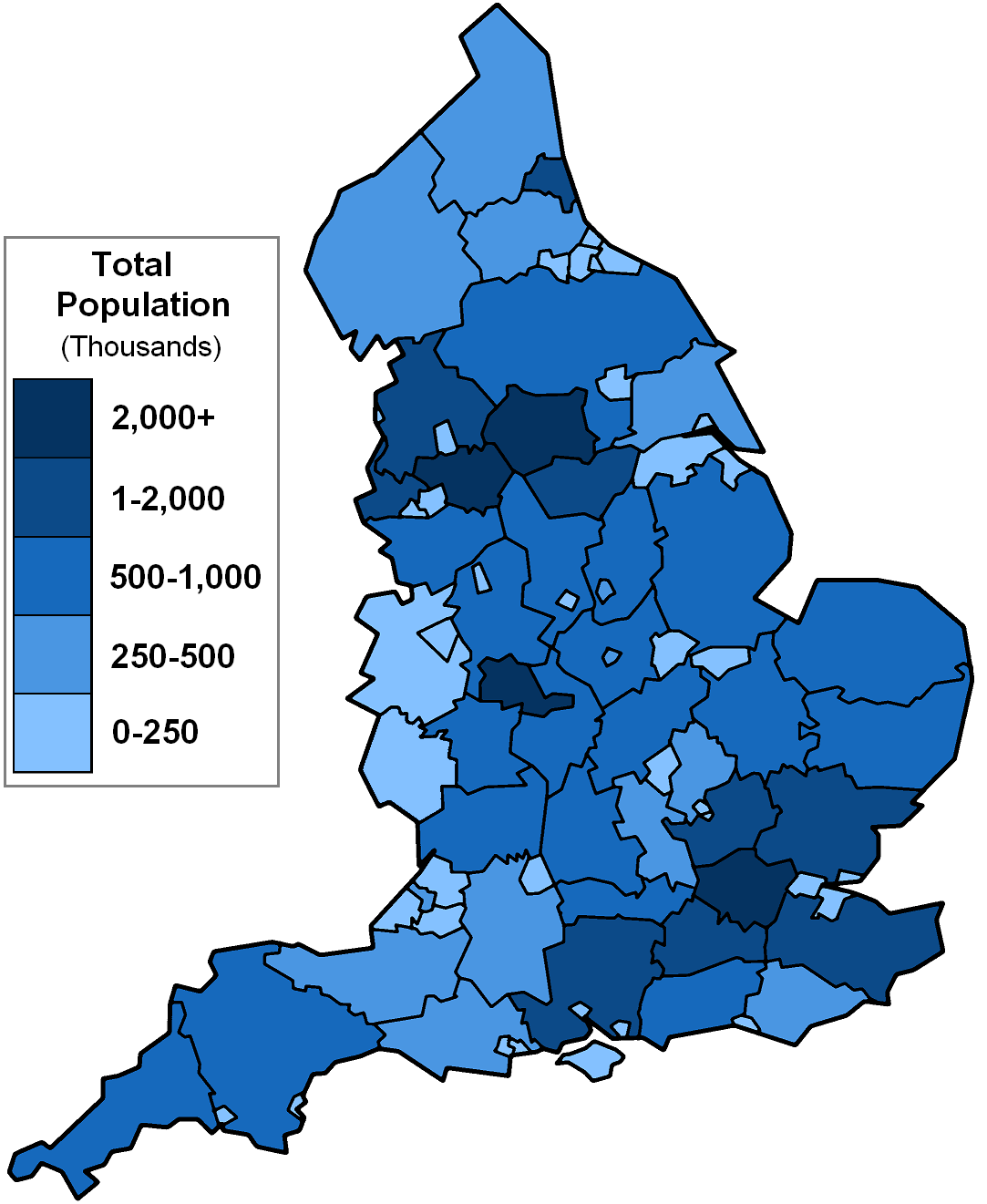
Os municípios metropolitanos e não metropolitanos, codificados por cores para mostrar a população.

Com mais de 53 milhões de habitantes, a Inglaterra é de longe o país mais populoso do Reino Unido, representando 84% do total combinado. A Inglaterra, tomada como uma unidade e medida em relação aos estados internacionais, seria o 25º maior país em população do mundo. Com uma densidade de 424 hab./km2,
O povo inglês é um povo britânico. Algumas evidências genéticas sugerem que 75 a 95% descem na linha paterna de colonos pré-históricos originários da Península Ibérica, bem como uma contribuição de 5% de Anglo-Saxões e um elemento escandinavo (Vikings). No entanto, outros geneticistas colocam a estimativa germânica na metade. Com o tempo, várias culturas foram influentes: pré-histórica, britônica, romana, anglo-saxônica, viking (norte da Alemanha), culturas gaélicas, bem como uma grande influência de Normandos. Existe uma diáspora inglesa em partes anteriores do Império Britânico; especialmente os Estados Unidos, Canadá, Austrália, África do Sul e Nova Zelândia. Desde o final dos anos 1990, muitos ingleses migraram para a Espanha.

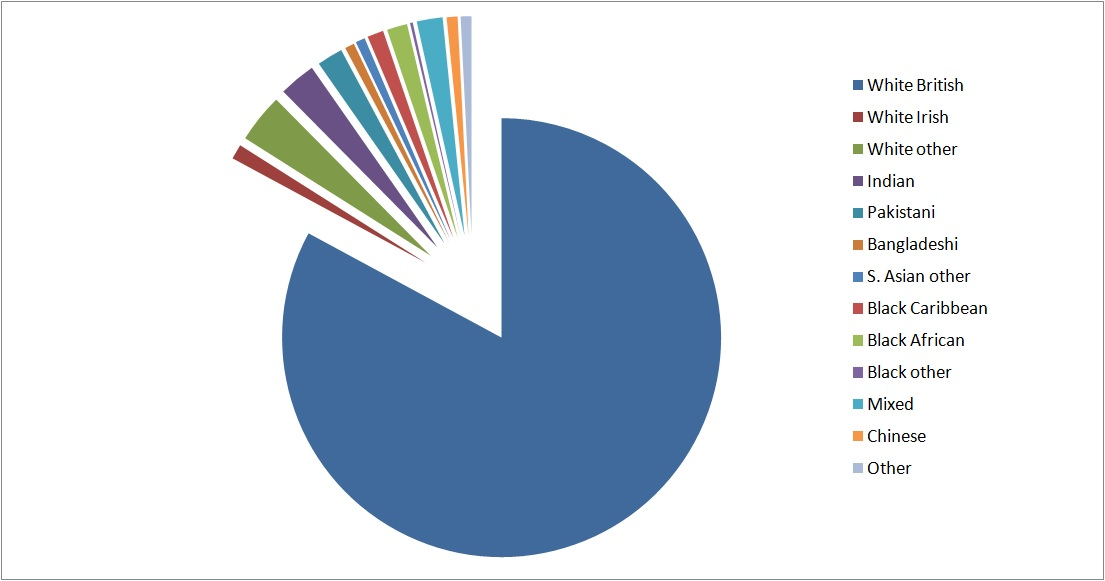
Estimativas de 2009 de grupos étnicos na Inglaterra.

Em 1086, quando o Livro Domesday foi compilado, a Inglaterra tinha uma população de dois milhões. Cerca de 10% viviam em áreas urbanas. Em 1801, a população era de 8,3 milhões e, em 1901, 30,5 milhões. Devido, em particular, à prosperidade econômica do sudeste da Inglaterra, recebeu muitos migrantes econômicos de outras partes do Reino Unido. Houve uma migração irlandesa significativa. A proporção de residentes etnicamente europeus é de 87,50%, incluindo alemães e poloneses.
Outras pessoas de muito mais longe nas ex-colônias britânicas chegaram desde a década de 1950: em particular, 6% das pessoas que vivem na Inglaterra têm origens familiares no subcontinente indiano, principalmente Índia, Paquistão e Bangladesh. 2,90% da população é negra, da África e do Caribe, especialmente ex-colônias britânicas. Há um número significativo de chineses e chineses britânicos. Em 2007, 22% das crianças da escola primária na Inglaterra eram de famílias de minorias étnicas, e em 2011 esse número era de 26,5%. Cerca de metade do aumento da população entre 1991 e 2001 foi devido à imigração. O debate sobre imigração é politicamente proeminente; 80% dos entrevistados em uma pesquisa de 2009 do Home Office queriam limitar. O ONS projetou que a população crescerá nove milhões entre 2014 e 2039.
A Inglaterra contém uma minoria nacional indígena, o povo da Cornualha, reconhecido pelo governo do Reino Unido sob a Convenção-Quadro para a Proteção das Minorias Nacionais em 2014.

### Urbanização
A área construída da Grande Londres é de longe a maior área urbana da Inglaterra e uma das cidades mais movimentadas do mundo. É considerada uma cidade global e possui uma população maior que outros países do Reino Unido, além da própria Inglaterra. Outras áreas urbanas de tamanho e influência consideráveis tendem a estar no norte da Inglaterra ou nas Midlands inglesas. Existem 50 assentamentos que foram designados como status de cidade na Inglaterra, enquanto o Reino Unido em geral tem 66.

Embora muitas cidades na Inglaterra sejam bastante grandes, como Birmingham, Sheffield, Manchester, Liverpool, Leeds, Newcastle, Bradford, Nottingham, o tamanho da população não é um pré-requisito para o status da cidade. Tradicionalmente, o status era dado às cidades com catedrais diocesanas, então existem cidades menores como Wells, Ely, Ripon, Truro e Chichester.

### Religião

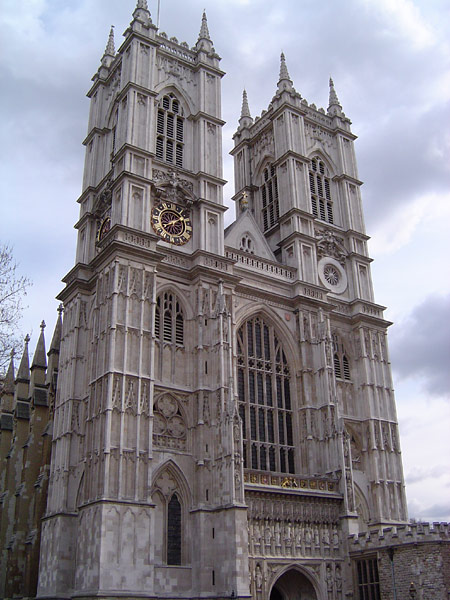
A Abadia de Westminster é um exemplo notável da arquitetura gótica inglesa.

No censo de 2011, 59,4% da população da Inglaterra especificou sua religião como cristã, 24,7% responderam que não tinham religião, 5% especificaram que eram muçulmanos, enquanto 3,7% da população pertence a outras religiões e 7,2% não deu uma resposta. O cristianismo é a religião mais praticada na Inglaterra, como tem sido desde o início da Idade Média, embora tenha sido introduzida pela primeira vez muito antes nos tempos gaélico e romano. Esta igreja celta foi gradualmente unida à hierarquia católica após a missão gregoriana do século VI a Kent liderada por Santo Agostinho. A igreja estabelecida da Inglaterra é a Igreja da Inglaterra (Igreja Anglicana), que deixou a comunhão com Roma na década de 1530 através do ato do parlamento, quando Henrique VIII foi excomungado pelo papa após ter anulado seu casamento com a tia do rei da Espanha, Catarina de Aragão. A igreja se considera católica e protestante.
Existem tradições litúrgicas chamadas da Igreja Alta e da Igreja Baixa e algumas paróquias possuem as duas tradições, seguindo o movimento tratado. O monarca do Reino Unido é o Governador Supremo da Igreja da Inglaterra, que tem cerca de 26 milhões de membros batizados. Faz parte da Comunhão Anglicana, com o Arcebispo de Canterbury atuando como seu líder espiritual em todo o mundo. Muitas catedrais e igrejas paroquiais são edifícios históricos de importância arquitetônica significativa, como a Abadia de Westminster, a Catedral de York, a Catedral de Durham e a Catedral de Salisbury.
A segunda maior prática cristã é o rito latino da Igreja Católica. Desde sua reintrodução após a Emancipação Católica, a Igreja se organizou eclesiástica na Inglaterra e no País de Gales, onde existem 4,5 milhões de membros (a maioria dos quais são ingleses ou imigrantes). Houve um papa da Inglaterra até hoje, Adriano IV; enquanto os santos Beda Venerável e Anselmo são considerados doutores da Igreja.

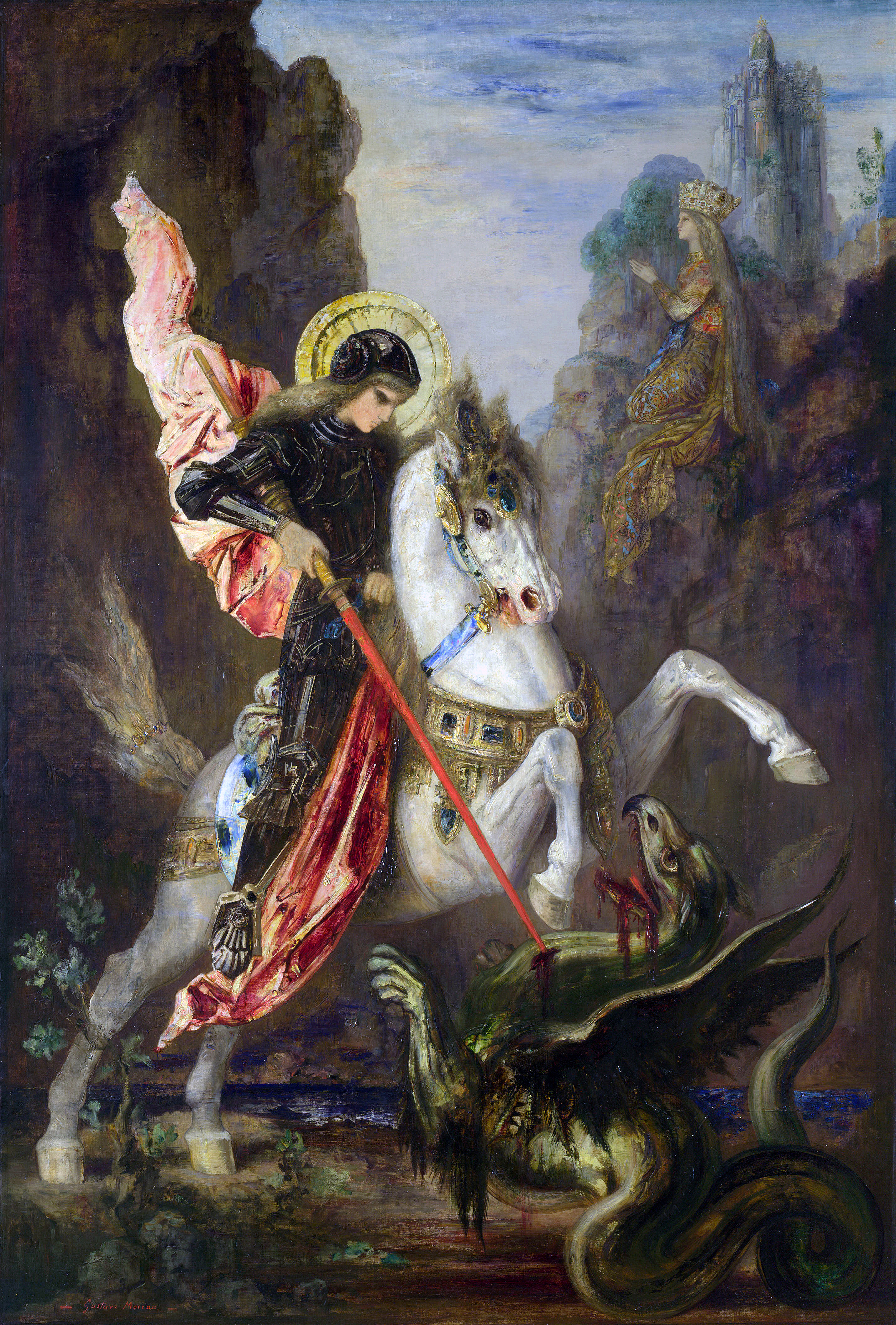
São Jorge é o santo padroeiro da Inglaterra.

Uma forma de protestantismo conhecida como metodismo é a terceira maior prática cristã e surgiu do anglicanismo por meio de John Wesley. Ganhou popularidade nas cidades moinho de Lancashire e Yorkshire e entre os mineiros de estanho da Cornualha. Existem outras minorias não conformistas, como batistas, quakers, congregacionalistas, unitaristas e o exército de salvação.
O santo padroeiro da Inglaterra é São Jorge; sua cruz simbólica está incluída na bandeira da Inglaterra e na bandeira da União como parte de uma combinação. Existem muitos outros ingleses e santos associados; alguns dos mais conhecidos são: Cuteberto, Edmundo, Albano, Vilfrido, Edano, Eduardo, o Confessor, John Fisher, Thomas More, Petroco, Pirão, Margaret Clitherow e Thomas Becket. Existem religiões não-cristãs praticadas. Os judeus têm uma história de uma pequena minoria na ilha desde 1070. Foram expulsos da Inglaterra em 1290 após o Edito de Expulsão, apenas para serem permitidos em 1656.
Especialmente desde a década de 1950, as religiões das ex-colônias britânicas cresceram em número devido à imigração. O Islã é o mais comum deles, agora representando cerca de 5% da população na Inglaterra. Hinduísmo, sikhismo e budismo são os próximos em número, totalizando 2,8% combinados, introduzidos na Índia e no sudeste da Ásia.
Uma pequena minoria da população prática religiões pagãs antigas. O neopaganismo no Reino Unido é representado principalmente pelas religiões Wicca e Bruxaria, Druidra e Germânico. De acordo com o Censo do Reino Unido em 2011, existem aproximadamente 53 172 pessoas que se identificam como pagãs na Inglaterra, e 3 448 no País de Gales, incluindo 11 026 Wiccans na Inglaterra e 740 no País de Gales.

## Governo e política

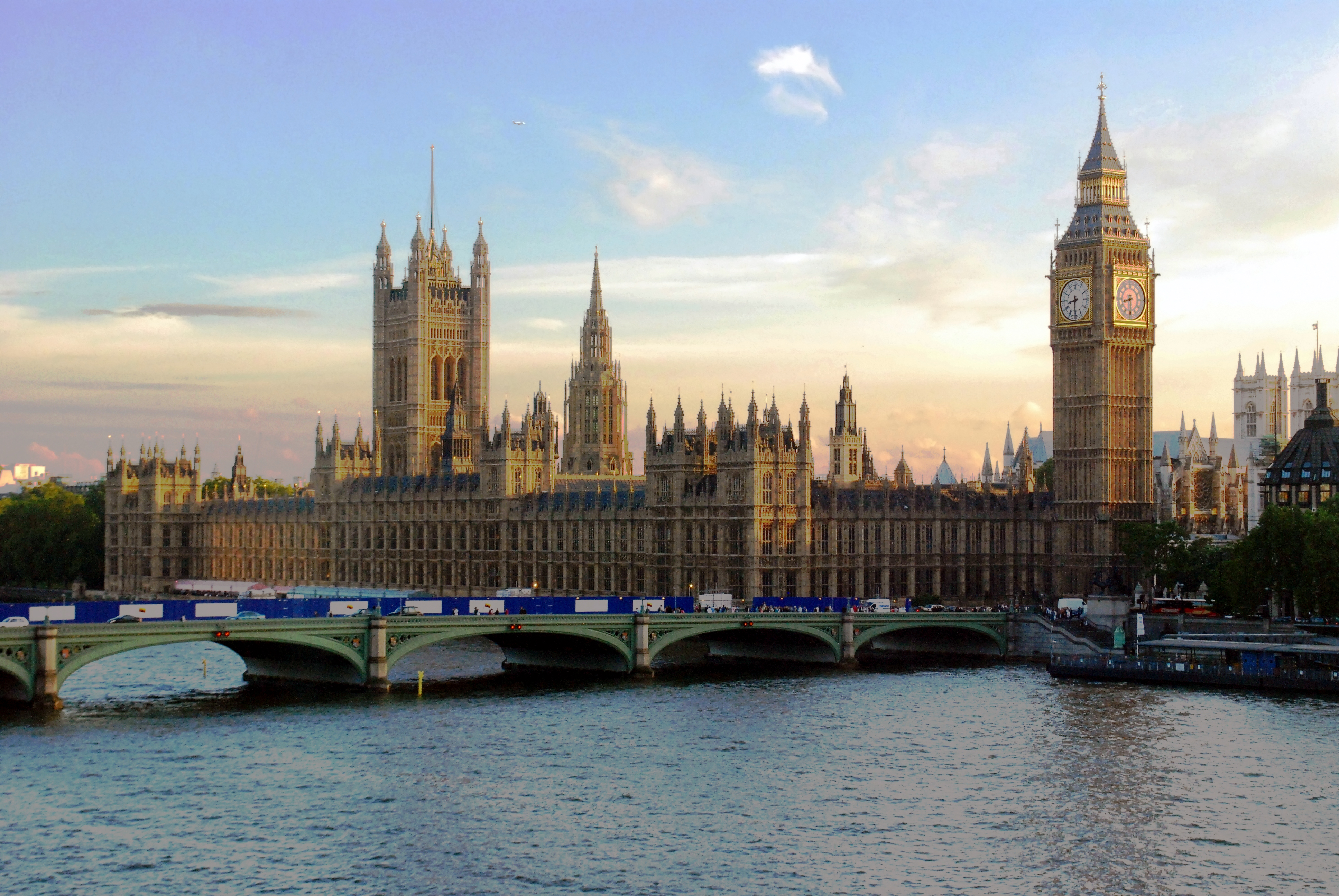
O Palácio de Westminster, a sede do Parlamento do Reino Unido.

Como parte do Reino Unido, o sistema político básico na Inglaterra é uma monarquia constitucional e um sistema parlamentar. Não existe um governo da Inglaterra desde 1707, quando os Atos da União de 1707, que entraram em vigor os termos do Tratado da União, se uniram à Inglaterra e à Escócia para formar o Reino da Grã-Bretanha. Antes da união, a Inglaterra era governada por seu monarca e pelo Parlamento da Inglaterra. Hoje, a Inglaterra é governada diretamente pelo Parlamento do Reino Unido, embora outros países do Reino Unido tenham descentralizado governos. Na Câmara dos Comuns, que é a câmara baixa do Parlamento Britânico, com sede no Palácio de Westminster, existem 532 membros do Parlamento (MPs) para distritos eleitorais na Inglaterra, do total de 650. Desde as eleições gerais de 2019 no Reino Unido, a Inglaterra é representada por 345 parlamentares do Partido Conservador, 179 do Partido Trabalhista, sete dos Democratas Liberais, um do Partido Verde e a presidente Lindsay Hoyle.
Desde a devolução, em que outros países do Reino Unido — Escócia, País de Gales e Irlanda do Norte, cada um tem seu próprio parlamento ou assembleias desconcentrados para questões locais, houve um debate sobre como contrabalançar isso na Inglaterra. Originalmente, estava previsto que várias regiões da Inglaterra seriam desconcentradas, mas após a rejeição da proposta pelo Nordeste em um referendo de 2004, isso não foi realizado.
Uma questão importante é a questão de West Lothian, na qual parlamentares da Escócia e do País de Gales são capazes de votar em legislação que afeta apenas a Inglaterra, enquanto os parlamentares ingleses não têm direito equivalente de legislar sobre questões desconcentradas. Este, quando colocado no contexto da Inglaterra, é o único país do Reino Unido a não ter tratamento gratuito do câncer, prescrições, atendimento residencial para idosos e taxas universitárias gratuitas de recarga, levou a um aumento constante no nacionalismo inglês. Alguns sugeriram a criação de um parlamento inglês desconcentrado, enquanto outros propuseram simplesmente limitar a votação da legislação que afeta apenas a Inglaterra aos deputados ingleses.

### Lei

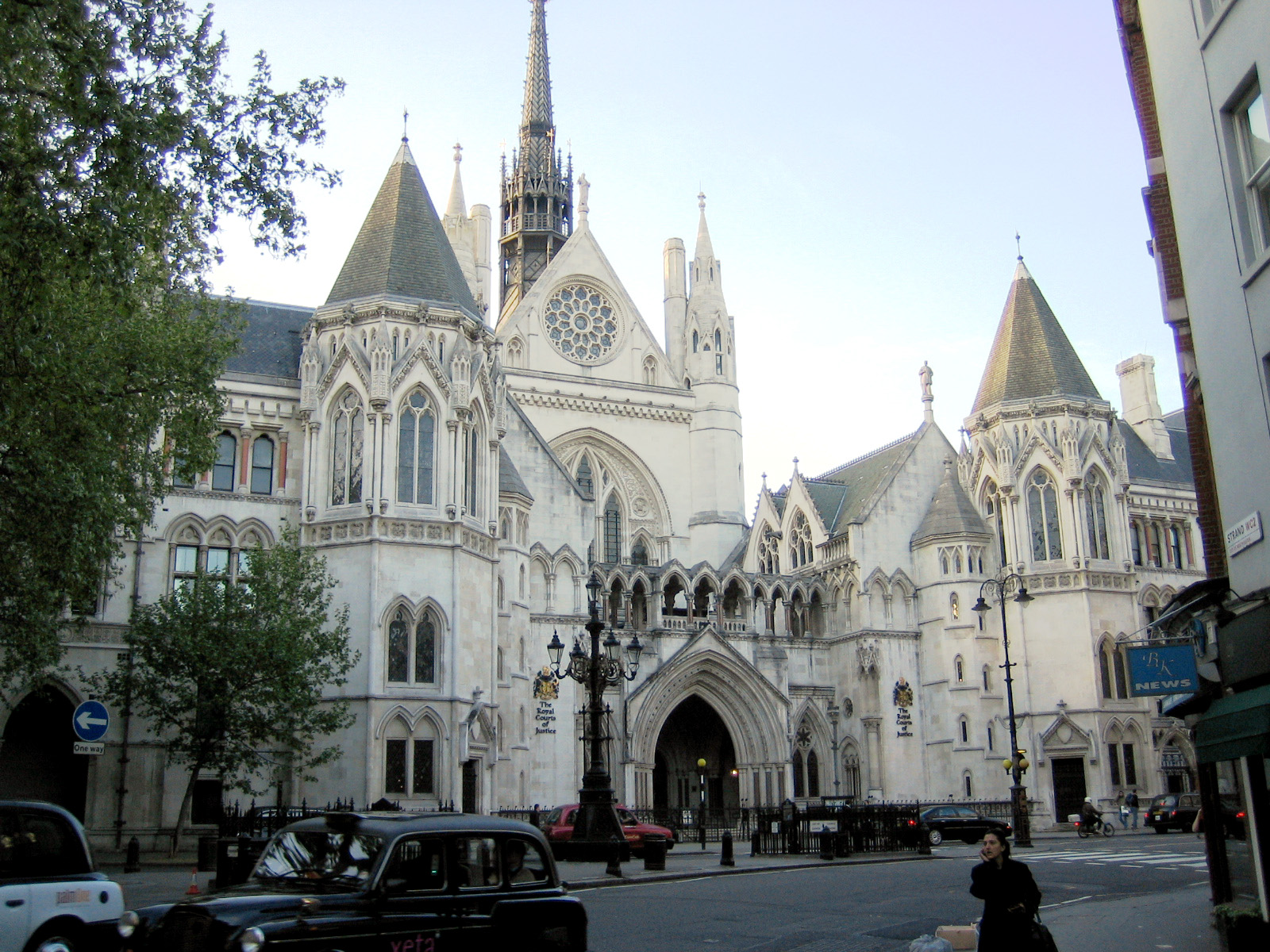
Os Tribunais Reais de Justiça.

O sistema jurídico da lei inglesa, desenvolvido ao longo dos séculos, é a base do sistema jurídico comum usado na maioria dos países da Commonwealth (exceto Quebec) e nos Estados Unidos (exceto Louisiana). Apesar de agora fazer parte do Reino Unido, o sistema jurídico dos tribunais da Inglaterra e do País de Gales continuou, sob o Tratado da União, como um sistema jurídico separado daquele usado na Escócia. A essência geral do direito inglês é que é feito por juízes em tribunais, aplicando seu senso comum e conhecimento de precedentes legais — stare decisis — aos fatos que lhes são apresentados.
O sistema judicial é dirigido pelos Tribunais Superiores da Inglaterra e do País de Gales, constituídos pelo Tribunal de Apelação, o Tribunal Superior de Justiça para casos civis e o Tribunal da Coroa para casos criminais. A Suprema Corte do Reino Unido é a mais alta corte para processos criminais e civis na Inglaterra e no País de Gales. Foi criado em 2009 após mudanças constitucionais, assumindo as funções judiciais da Câmara dos Lordes. Uma decisão da Suprema Corte vincula todos os outros tribunais da hierarquia, que devem seguir suas instruções.
O crime aumentou entre 1981 e 1995, mas caiu 42% no período 1995–2006. A população prisional dobrou no mesmo período, dando-lhe a maior taxa de encarceramento na Europa Ocidental, com 147 por 100 mil. O Serviço Penitenciário de Sua Majestade, subordinado ao Ministério da Justiça, administra a maioria das prisões, abrigando mais de 85 mil condenados.

## Subdivisões
As subdivisões da Inglaterra consistem em até quatro níveis de divisão subnacional, controlados por vários tipos de entidades administrativas criadas para os propósitos do governo local. O nível mais alto do governo local foram as nove regiões da Inglaterra: Nordeste, Noroeste, Yorkshire e Humber, East Midlands, West Midlands, Leste, Sudeste, Sudoeste e Londres. Foram criados em 1994 como escritórios do governo, usados pelo governo do Reino Unido para fornecer uma ampla gama de políticas e programas regionalmente, mas não há órgãos eleitos nesse nível, exceto em Londres, e em 2011 os escritórios do governo regional foram abolidos.
Depois que a devolução começou a ocorrer em outras partes do Reino Unido, foi planejado que referendos para as regiões da Inglaterra fossem realizados para suas próprias assembleias regionais eleitas como contrapeso. Londres aceita em 1998: a Assembleia de Londres foi criada dois anos depois. No entanto, quando a proposta foi rejeitada pelo referendo de devolução no nordeste da Inglaterra em 2004 no nordeste, outros referendos foram cancelados. As assembleias regionais fora de Londres foram abolidas em 2010 e suas funções transferidas para as respectivas agências de desenvolvimento regional e para um novo sistema de conselhos de líderes das autoridades locais.
Abaixo do nível regional, toda a Inglaterra é dividida em 48 condados cerimoniais. Estes são usados principalmente como um quadro geográfico de referência e se desenvolveram gradualmente desde a Idade Média, com alguns estabelecidos até 1974. Cada um tem um Lorde Tenente e Alto Xerife; esses postos são usados para representar o monarca britânico localmente. Fora da Grande Londres e das Ilhas Scilly, a Inglaterra também é dividida em 83 condados metropolitanos e não metropolitanos; estes correspondem às áreas usadas para os propósitos do governo local e podem consistir em um único distrito ou ser divididos em vários.
Existem seis condados metropolitanos baseados nas áreas mais urbanizadas, que não possuem conselhos municipais. Nessas áreas, as principais autoridades são os conselhos das subdivisões, os bairros metropolitanos. Em outros lugares, 27 condados não-metropolitanos têm um conselho do condado e são divididos em distritos, cada um com um conselho distrital. São tipicamente, embora nem sempre, encontrados em áreas mais rurais. Os demais condados não metropolitanos pertencem a um único distrito e geralmente correspondem a grandes cidades ou municípios pouco povoados; eles são conhecidos como autoridades unitárias. A Grande Londres possui um sistema diferente para o governo local, com os 32 bairros de Londres, além da Cidade de Londres, cobrindo uma pequena área no centro governada pela Corporação da Cidade de Londres. No nível mais localizado, grande parte da Inglaterra é dividida em paróquias civis com conselhos; na Grande Londres, apenas um, o Queen's Park, existe a partir de 2014 depois que foram abolidos em 1965, até que a legislação permitisse sua recreação em 2007.
Atualmente a Inglaterra se divide em quatro níveis de subdivisões administrativas:
1. regiões
2. condados
3. distritos
4. paróquias.

Porém tradicionalmente, a Inglaterra se divide em condados (shires), de constituição que tem sido algo variável. Os condados podem ser definidos para várias razões. Os condados cerimoniais são definidos pelo governo e a cada um é designado um Lorde-Tenente. A maioria refere a um grupo de autoridades locais e frequentemente com referência geográfica.
| 1. Northumberland 2. Tyne and Wear 3. Durham † 4. Cúmbria † 5. Lancashire † 6. North Yorkshire † 7. East Riding of Yorkshire † 8. South Yorkshire 9. West Yorkshire 10. Grande Manchester 11. Merseyside 12. Cheshire † 13. Derbyshire † 14. Nottinghamshire † 15. Lincolnshire † 16. Rutland | 1. Leicestershire † 2. Staffordshire † 3. Shropshire † 4. Herefordshire 5. Worcestershire 6. West Midlands 7. Warwickshire 8. Northamptonshire 9. Cambridgeshire † 10. Norfolk 11. Suffolk 12. Essex † 13. Hertfordshire 14. Bedfordshire † 15. Buckinghamshire † 16. Oxfordshire | 1. Gloucestershire † 2. Bristol 3. Somerset † 4. Wiltshire † 5. Berkshire 6. Grande Londres 7. Kent † 8. East Sussex † 9. West Sussex 10. Surrey 11. Hampshire † 12. Ilha de Wight 13. Dorset † 14. Devon † 15. Cornualha † |

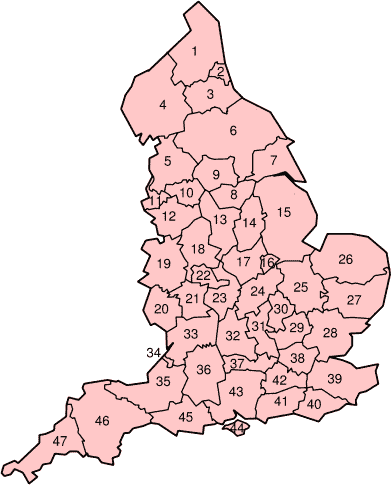
Os condados cerimoniais da Inglaterra.

† condado cerimonial faz uma área maior do que o condado não metropolitano.
Não mostrado: Cidade de Londres

## Economia

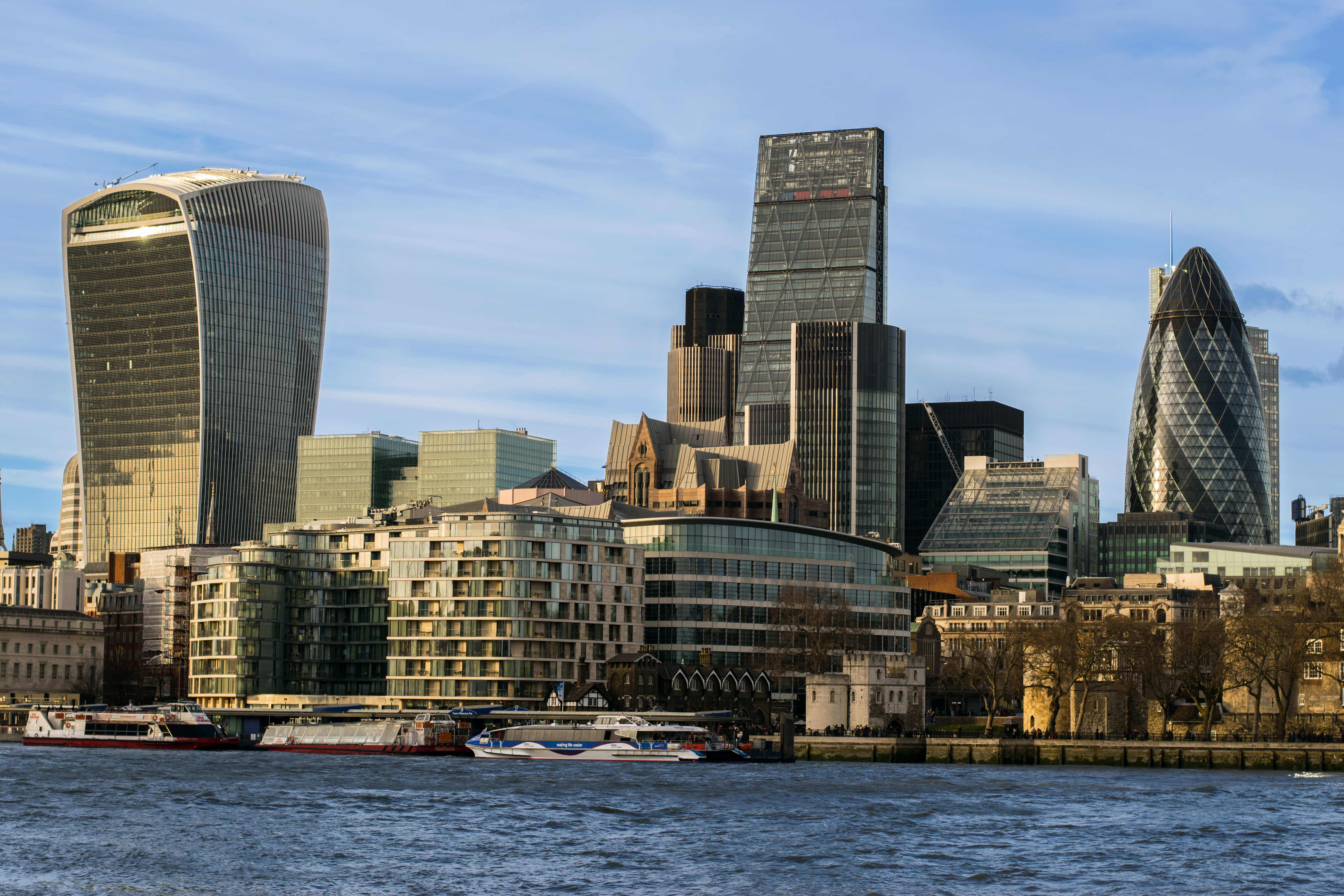
A cidade de Londres é a capital financeira do Reino Unido.

A economia da Inglaterra é uma das maiores do mundo, com um PIB médio per capita de £ 28 100 ou $ 36 000. Geralmente considerada uma economia de mercado mista, adotou muitos princípios de livre mercado, mas mantém uma infraestrutura avançada de bem-estar social . A moeda oficial da Inglaterra é a libra esterlina, cujo código ISO 4217 é GBP. Os impostos na Inglaterra são bastante competitivos quando comparados a grande parte do resto da Europa — a partir de 2014 a taxa básica de impostos pessoais é de 20% sobre a renda tributável até 31 865 £ acima da dedução isenta de impostos (normalmente £ 10 000) e 40% em ganhos adicionais acima desse valor.
A economia da Inglaterra é a maior parte da economia do Reino Unido, que possui o 18º maior PIB per capita do mundo . A Inglaterra é líder nos setores químico e farmacêutico e nas principais indústrias técnicas, particularmente aeroespacial, indústria de armas e setor de manufatura da indústria de software. Londres, sede da London Stock Exchange, a principal bolsa de valores do Reino Unido e a maior da Europa, é o centro financeiro da Inglaterra, com 100 das 500 maiores empresas da Europa sediadas no país. Londres é o maior centro financeiro da Europa e, a partir de 2014, é o segundo maior do mundo.  

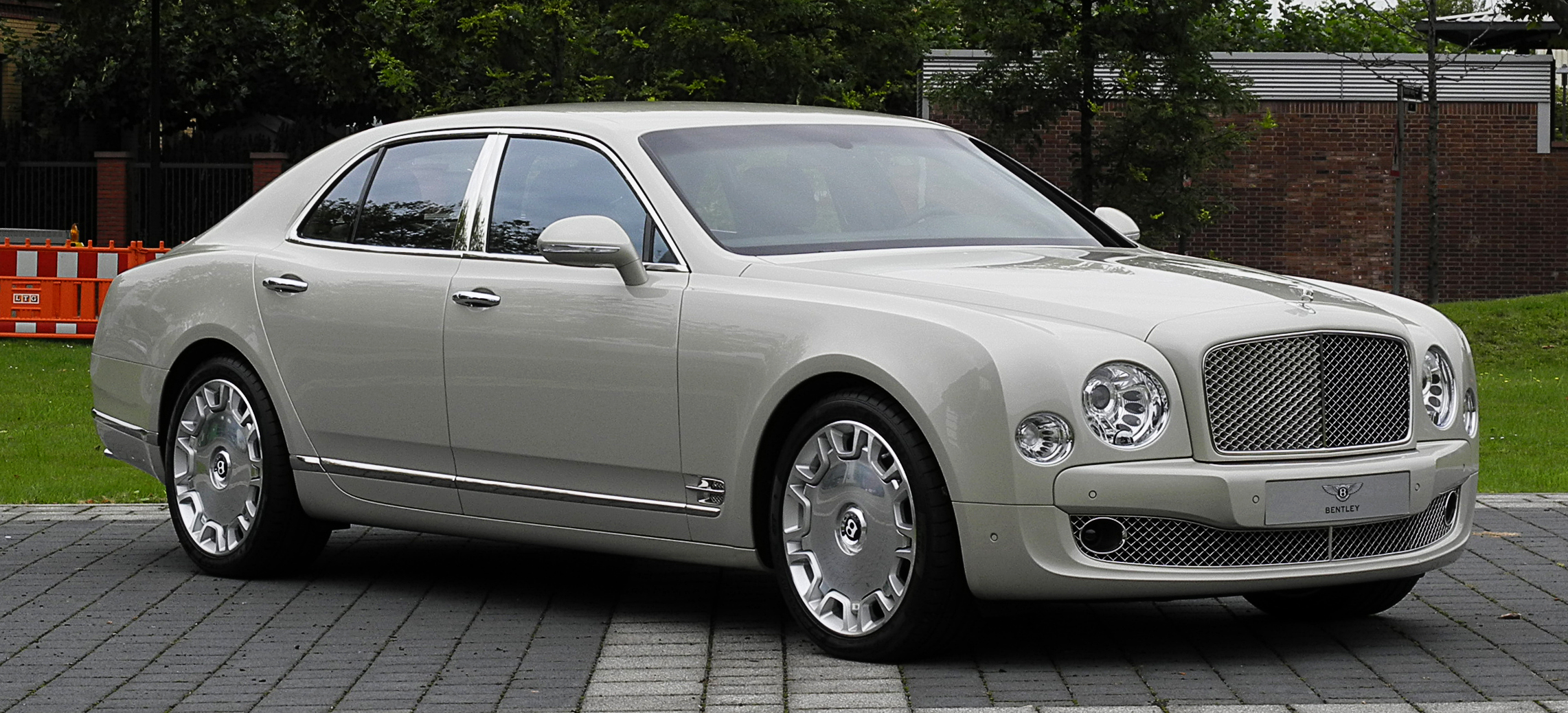
O Bentley Mulsanne. Bentley é uma empresa de automóveis inglesa bem conhecida.

O Banco da Inglaterra, fundado em 1694 pelo banqueiro escocês William Paterson, é o banco central do Reino Unido. Originalmente estabelecido como banqueiro privado para o governo da Inglaterra, desde 1946 é uma instituição estatal. O banco detém o monopólio da emissão de notas na Inglaterra e no País de Gales, embora não em outras partes do Reino Unido. O governo devolveu a responsabilidade ao Comitê de Política Monetária do banco para gerenciar a política monetária do país e estabelecer as taxas de juros.
A Inglaterra é altamente industrializada, mas desde os anos 1970 houve um declínio nas indústrias pesadas e manufatureiras tradicionais e uma ênfase crescente em uma economia mais orientada para a indústria de serviços. O turismo tornou-se uma indústria significativa, atraindo milhões de visitantes para a Inglaterra a cada ano. A parte de exportação da economia é dominada por produtos farmacêuticos, carros (embora muitas marcas inglesas agora sejam de propriedade estrangeira, como Land Rover, Lotus, Jaguar e Bentley), o petróleo bruto e petróleo das partes inglesas do petróleo do Mar do Norte, juntamente com Wytch Fazenda, motores de aeronaves e bebidas alcoólicas.
A maior parte da indústria aeroespacial de £ 30 bilhões do Reino Unido é baseada principalmente na Inglaterra. A oportunidade de mercado global para os fabricantes aeroespaciais do Reino Unido nas próximas duas décadas é estimada em 3,5 trilhões de libras. A GKN Aerospace — um especialista em aeroestruturas metálicas e compostas está envolvido em quase todas as aeronaves civis e militares de asa fixa e rotativa em produção na sede do Redditch.

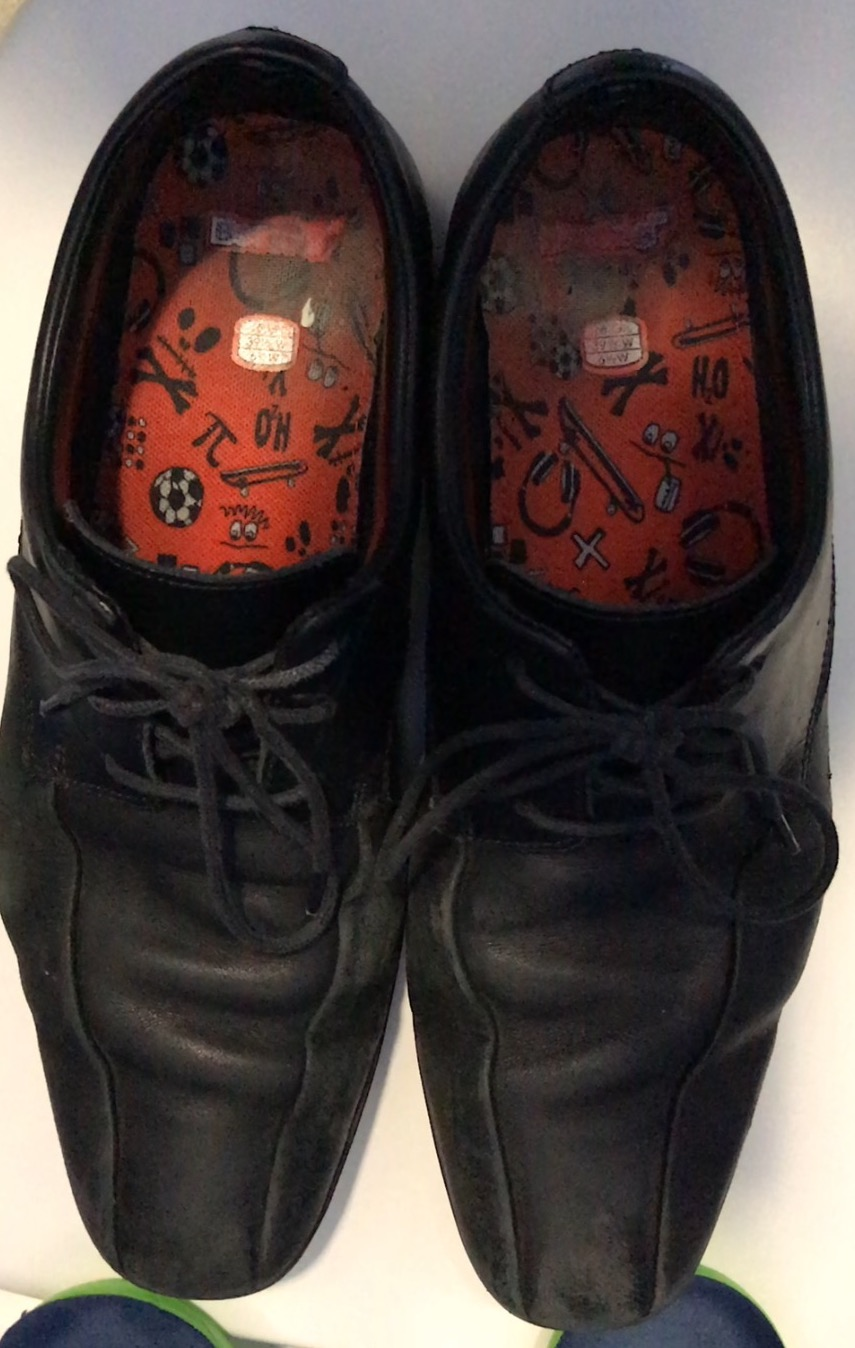
A Clarks foi fundada em 1825 e desde então se tornou uma marca popular de calçados internacionalmente.

A BAE Systems faz grandes seções do Typhoon Eurofighter em sua fábrica de submontagem em Salmesbury e monta a aeronave para a RAF em sua fábrica de Warton, perto de Preston. É também um subcontratado principal do F35 Joint Strike Fighter — o maior projeto de defesa única do mundo, para o qual projeta e fabrica uma variedade de componentes, incluindo fuselagem traseira, ponteiras verticais e horizontais de cauda e asa e sistema de combustível. Também fabrica o Hawk, o avião de treinamento a jato mais bem-sucedido do mundo.
A Rolls-Royce PLC é o segundo maior fabricante de motores aeronáuticos do mundo. Seus motores alimentam mais de 30 tipos de aeronaves comerciais e atualmente possui mais de 30 mil motores em serviço nos setores civil e de defesa. Com uma força de trabalho de mais de 12 mil pessoas, Derby tem a maior concentração de funcionários da Rolls-Royce no Reino Unido. A Rolls-Royce também produz sistemas de energia de baixa emissão para navios; fabrica equipamentos e sistemas de segurança críticos para a indústria nuclear e alimenta plataformas offshore e os principais oleodutos da indústria de petróleo e gás.
Grande parte da indústria espacial do Reino Unido está centrada no EADS Astrium, com sede em Stevenage e Portsmouth. A empresa constrói os ônibus — a estrutura subjacente na qual os sistemas de carga e propulsão são construídos — para a maioria das naves espaciais da Agência Espacial Europeia, bem como para os satélites comerciais. A líder mundial em sistemas compactos de satélite, a Surrey Satellite Technology, também faz parte da Astrium. Reaction Engines Limited, a empresa que planeja construir o Skylon, um avião espacial de estágio único em órbita usando seu motor de foguete SABRE, um sistema de propulsão de foguete de ciclo combinado e respiração de ar é baseada em Culham.
A agricultura é intensiva e altamente mecanizada, produzindo 60% das necessidades alimentares com apenas 2% da força de trabalho. Dois terços da produção são dedicados ao gado, o outro às culturas arvenses.

## Infraestrutura

### Educação

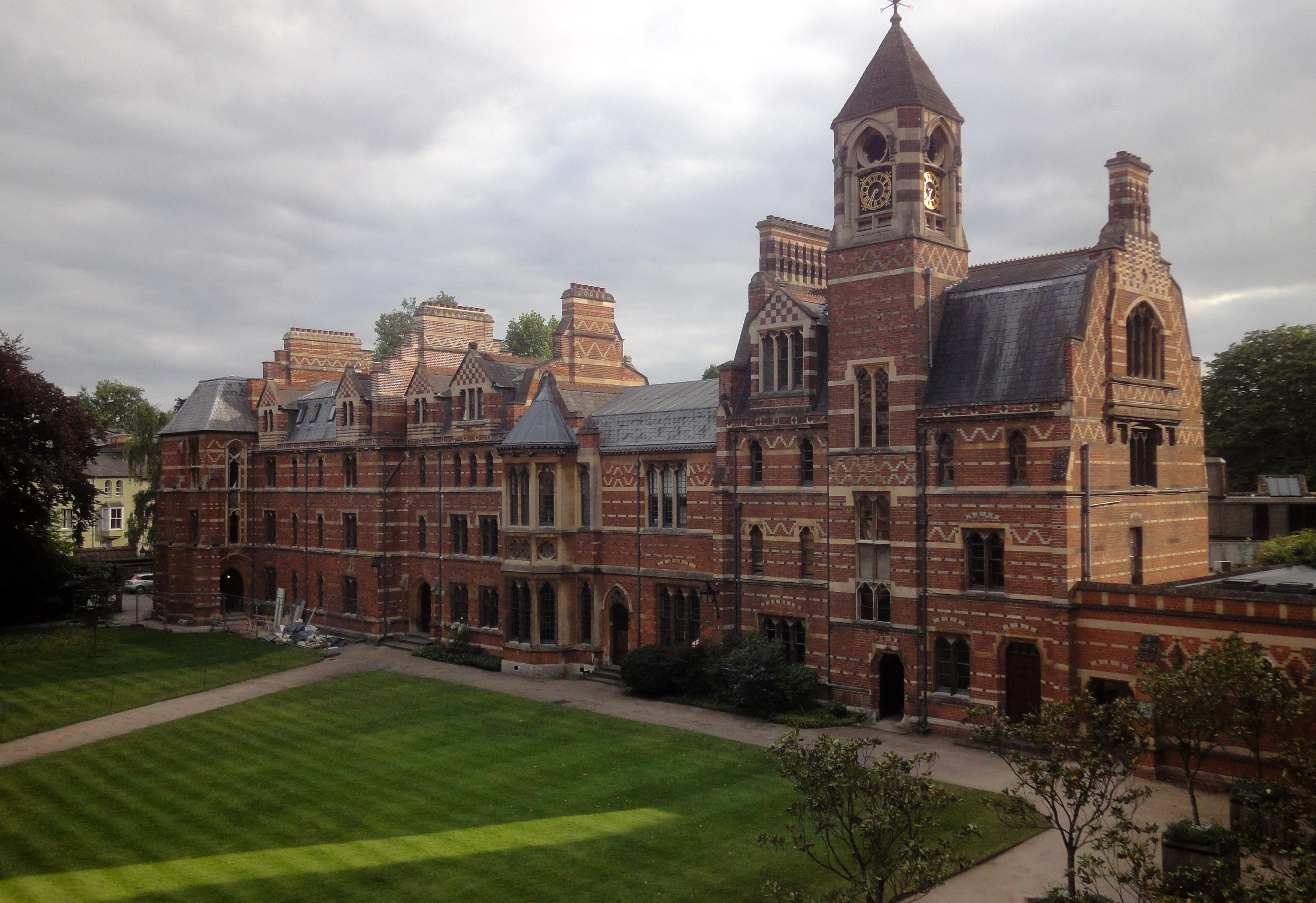
Keble College, na Universidade de Oxford.

O Departamento de Educação é o departamento governamental responsável por questões que afetam as pessoas na Inglaterra até os 19 anos de idade, incluindo a educação. As escolas estatais e financiadas pelo estado são frequentadas por aproximadamente 93% das crianças em idade escolar inglesas. Destas, uma minoria são as escolas religiosas (principalmente as da Igreja da Inglaterra ou as católicas romanas). As crianças entre 3 e 5 anos de idade frequentam o berçário ou uma unidade de recepção do Early Years Foundation Stage dentro de uma escola primária. Crianças de 5 a 11 anos de idade frequentam a escola primária e a escola secundária é frequentada por crianças de 11 a 16 anos. Após concluir o ensino obrigatório, os alunos fazem os exames GCSE. Os alunos podem optar por continuar os estudos por dois anos. As faculdades de educação continuada (particularmente as faculdades do sixth form) costumam fazer parte de um site da escola secundária. Os exames de nível A são realizados por um grande número de estudantes de ensino superior e, muitas vezes, formam a base de uma inscrição na universidade.
Embora a maioria das escolas secundárias de inglês seja abrangente, em algumas áreas existem escolas de gramática seletiva, às quais a entrada está sujeita à aprovação no exame de onze ou mais. Cerca de 7,2% dos alunos de inglês frequentam escolas particulares, que são financiadas por fontes privadas. As normas nas escolas estaduais são monitoradas pelo Escritório de Normas em Educação e nas escolas particulares pela Inspeção de Escolas Independentes. 

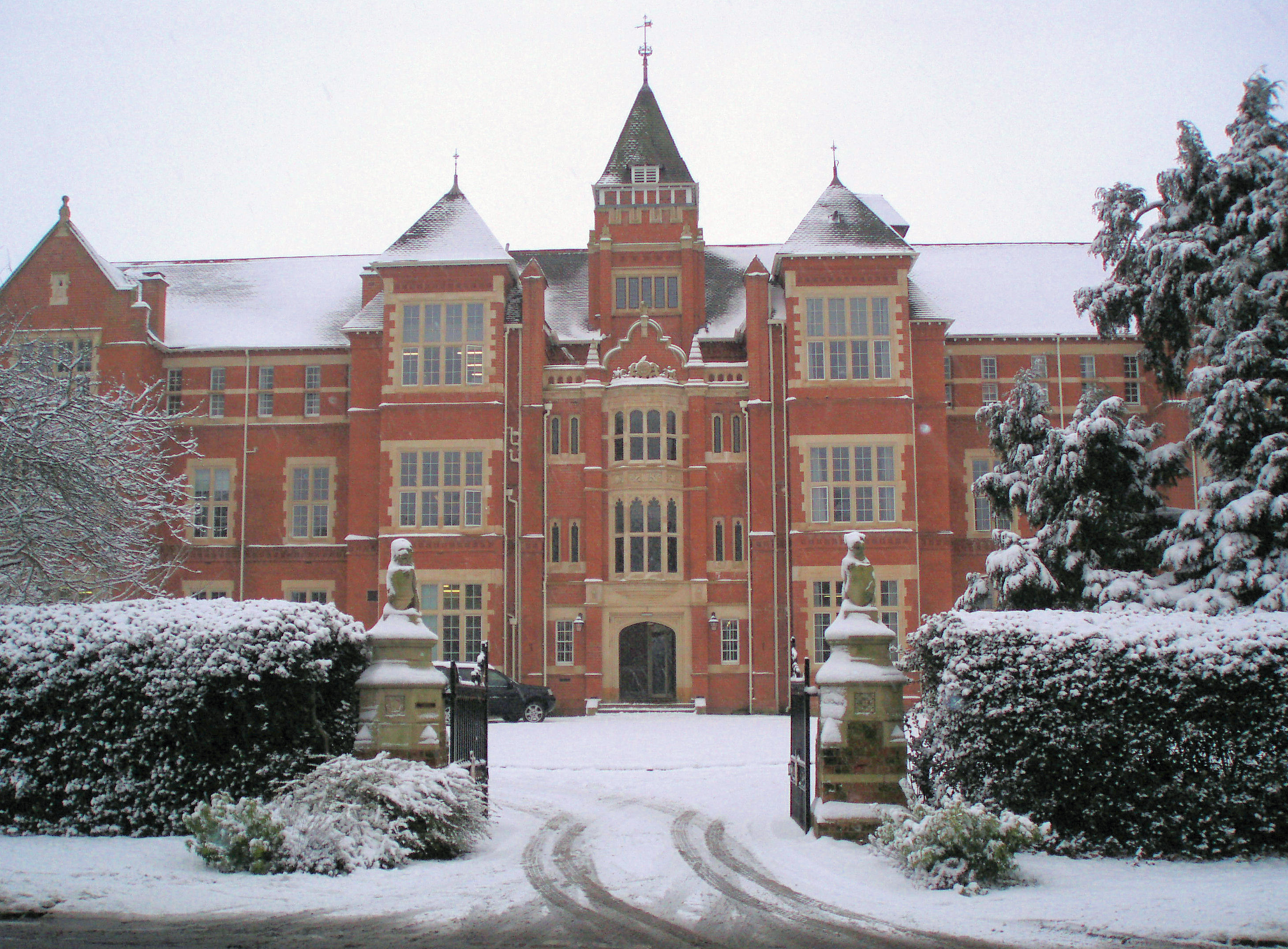
A fachada da Warwick School, uma das mais antigas escolas independentes da Inglaterra.

Os estudantes do ensino superior normalmente frequentam a universidade a partir dos 18 anos, onde estudam para obter um diploma acadêmico. Existem mais de 90 universidades na Inglaterra, todas, exceto uma, instituições públicas. O Departamento de Negócios, Inovação e Habilidades é o departamento do governo responsável pelo ensino superior na Inglaterra. Os estudantes geralmente têm direito a empréstimos estudantis para cobrir o custo das propinas e dos custos de vida. O primeiro diploma oferecido aos graduandos é o diploma de bacharel, que geralmente leva três anos para ser concluído. Os alunos podem então trabalhar para uma pós-graduação, que geralmente leva um ano, ou para um doutorado, que leva três ou mais anos. Desde o estabelecimento do Bedford College (Londres), Girton College (Cambridge) e Somerville College (Oxford) no século XIX, as mulheres também podem obter um diploma universitário.
As universidades da Inglaterra incluem algumas das universidades mais bem classificadas do mundo; Universidade de Cambridge, Universidade de Oxford, Imperial College London, University College London e King's College London são classificadas entre as 30 melhores do mundo no QS World University Rankings de 2018. A London School of Economics foi descrita como a principal instituição de ciências sociais do mundo para ensino e pesquisa. A London Business School é considerada uma das principais escolas de negócios do mundo e, em 2010, seu programa de MBA foi classificado como o melhor do mundo pelo Financial Times. Os graus acadêmicos na Inglaterra geralmente são divididos em classes: primeira classe (1ª), segunda classe superior (2: 1), segunda classe inferior (2: 2), terceira (terceira) e não classificadas.
A King's School em Cantuária e a King's School, Rochester são as escolas mais antigas do mundo de língua inglesa. Muitas das escolas mais conhecidas da Inglaterra, como Winchester College, Eton, St Paul's School, Harrow School e Rugby School são instituições pagadoras de taxas.

### Saúde

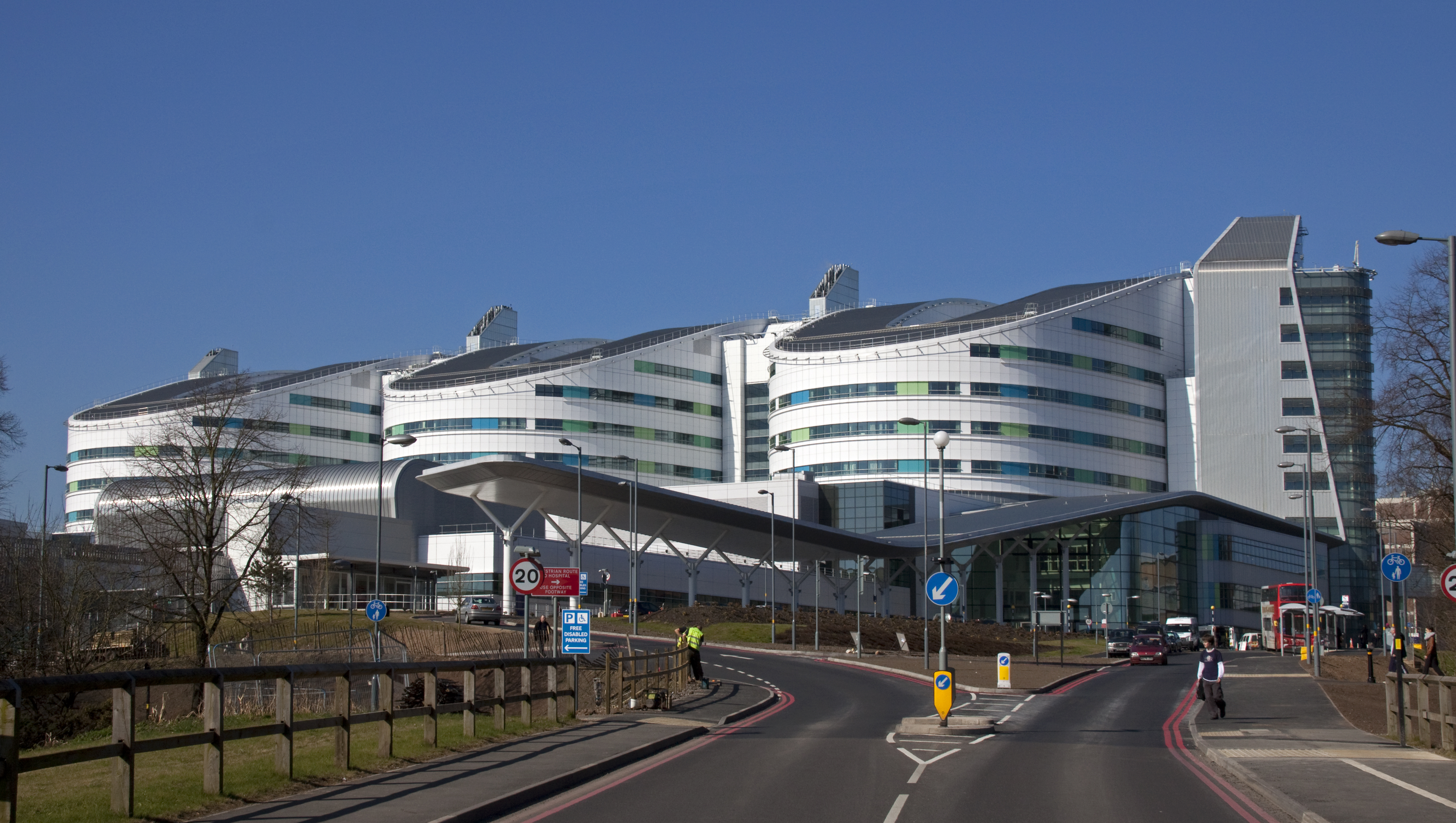
O Hospital Queen Elizabeth, em Birmingham, possui a maior unidade de terapia intensiva de andar único do mundo.

O National Health Service (NHS) é o sistema de saúde com financiamento público na Inglaterra, responsável por fornecer a maioria dos serviços de saúde no país. O NHS  começou em 5 de julho de 1948, pondo em prática as disposições da Lei do Serviço Nacional de Saúde de 1946. Foi baseado nas conclusões do Relatório Beveridge, preparado pelo economista e reformador social William Beveridge. O NHS é amplamente financiado por impostos gerais, incluindo pagamentos pelo Seguro Nacional , e fornece a maioria de seus serviços gratuitamente no ponto de uso, embora haja algumas taxas para algumas pessoas por exames oftalmológicos, atendimento odontológico, prescrições e aspectos de cuidados pessoais.
O departamento do governo responsável pelo NHS é o Departamento de Saúde, chefiado pelo Secretário de Estado da Saúde, que fica no Gabinete Britânico. A maioria das despesas do Departamento de Saúde é gasta no NHS — £ 98,6 bilhões foram gastos em 2008–2009. Nos últimos anos, o setor privado tem sido cada vez mais utilizado para fornecer mais serviços do NHS, apesar da oposição de médicos e sindicatos.
A expectativa média de vida das pessoas na Inglaterra é de 77,5 anos para homens e 81,7 anos para mulheres, o mais alto dos quatro países do Reino Unido. O sul da Inglaterra tem uma expectativa de vida mais alta que o norte, no entanto, as diferenças regionais parecem estar se estreitando lentamente: entre 1991–1993 e 2012–2014, a expectativa de vida no nordeste aumentou 6,0 anos e no norte Oeste em 5,8 anos, o aumento mais rápido em qualquer região fora de Londres e a diferença entre a expectativa de vida no Nordeste e Sudeste é agora de 2,5 anos, abaixo dos 2,9 em 1993.

### Ciência e Tecnologia

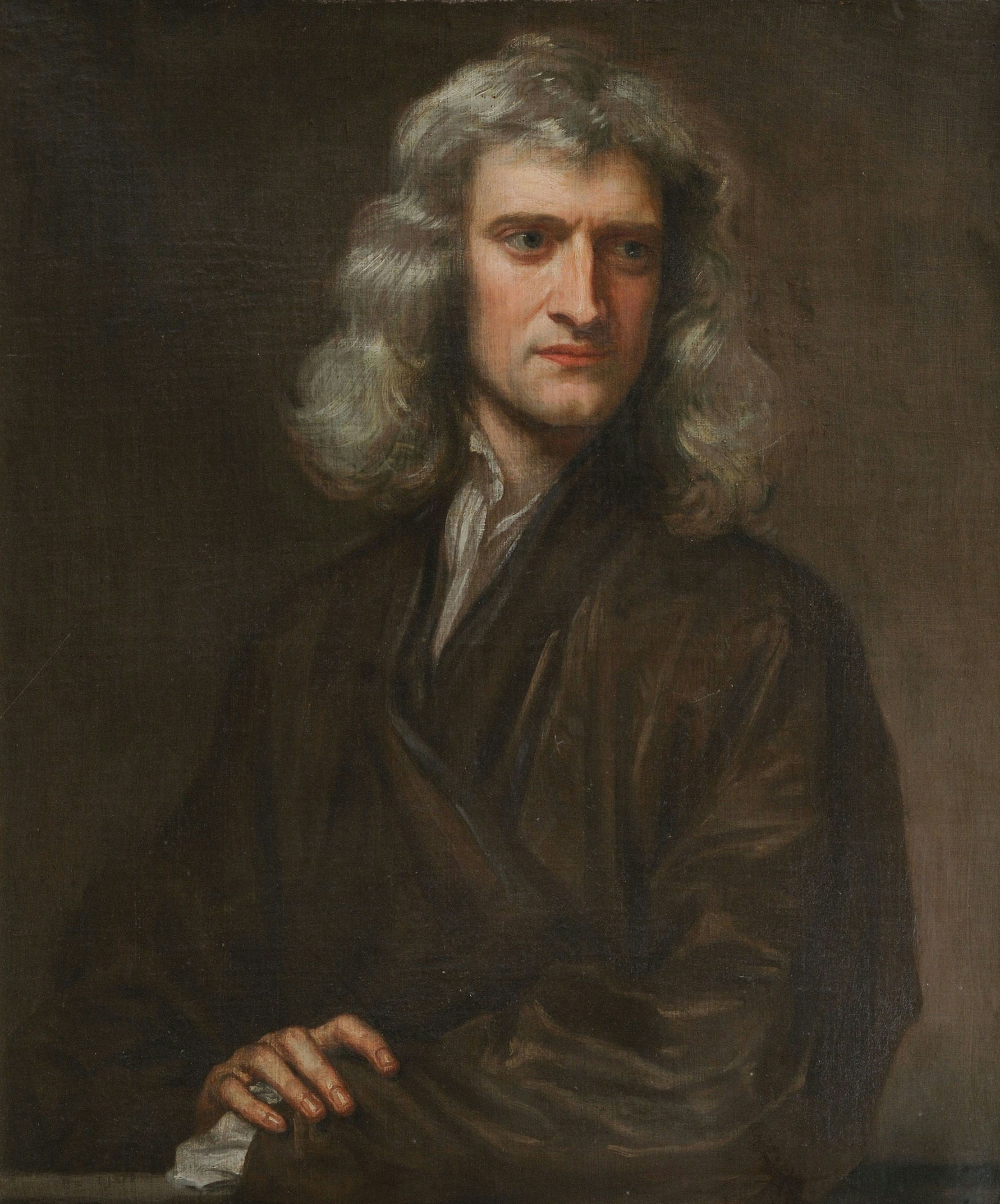
Sir Isaac Newton é uma das figuras mais influentes da história da ciência.

Figuras proeminentes em inglês do campo da ciência e da matemática incluem Sir Isaac Newton, Michael Faraday, Charles Darwin, Robert Hooke, James Prescott Joule, John Dalton, Lord Rayleigh, JJ Thomson, James Chadwick, Charles Babbage, George Boole, Alan Turing e Tim Berners-Lee, Paul Dirac, Stephen Hawking, Peter Higgs, Roger Penrose, John Horton Conway, Thomas Bayes, Arthur Cayley, GH Hardy, Oliver Heaviside, Andrew Wiles, Francis Crick, Joseph Lister, Joseph Priestley, Thomas Young, Christopher Wren e Richard Dawkins. Alguns especialistas afirmam que o primeiro conceito de sistema métrico foi inventado por John Wilkins, o primeiro secretário da Royal Society, em 166.
Como o berço da Revolução Industrial, a Inglaterra foi o lar de muitos inventores significativos durante o final do século XVIII e início do século XIX. Os engenheiros ingleses famosos incluem o Isambard Kingdom Brunel, mais conhecido pela criação da Great Western Railway, uma série de navios a vapor famosos e inúmeras pontes importantes, revolucionando o transporte público e a engenharia moderna. O motor a vapor de Thomas Newcomen ajudou a gerar a Revolução Industrial. O pai das ferrovias, George Stephenson, construiu a primeira linha ferroviária pública entre cidades do mundo, a Liverpool e a Manchester Railway, inaugurada em 1830. Com seu papel na comercialização e fabricação do motor a vapor e na invenção das moedas modernas, Matthew Boulton (parceiro de negócios de James Watt) é considerado um dos empreendedores mais influentes da história. Diz-se que a vacina contra varíola do médico Edward Jenner "salvou mais vidas ... do que foram perdidas em todas as guerras da humanidade desde o início da história registrada".
As invenções e descobertas dos ingleses incluem: o motor a jato, a primeira máquina de fiação industrial, o primeiro computador e o primeiro computador moderno, a World Wide Web juntamente com o HTML, a primeira transfusão de sangue humano bem-sucedida, o aspirador motorizado, o cortador de grama, o cinto de segurança, o hovercraft, o motor elétrico, os motores a vapor e teorias como a teoria da evolução darwiniana e a teoria atômica. Newton desenvolveu as ideias da gravitação universal, da mecânica newtoniana e do cálculo, e Robert Hooke, sua lei de elasticidade nomeada de maneira homônima. Outras invenções incluem a ferrovia de chapa de ferro, o termossifão, o asfalto, a faixa de borracha, a ratoeira, o marcador de olho de gato, desenvolvimento conjunto da lâmpada, locomotivas a vapor, a moderna semeadora e muitas técnicas e tecnologias modernas usadas com precisão na engenharia.

### Transportes

O aeroporto de Heathrow tem mais tráfego internacional de passageiros do que qualquer outro aeroporto da Europa, e ficou em 7° lugar no ranking mundial (2016).

O Departamento de Transportes é o órgão governamental responsável pela supervisão do transporte na Inglaterra. Existem muitas rodovias na Inglaterra e muitas outras estradas principais, como a A1 Great North Road, que atravessa o leste da Inglaterra de Londres a Newcastle (grande parte dessa seção é de autoestrada) e segue até a fronteira escocesa. A autoestrada mais longa da Inglaterra é a M6, do Rugby ao noroeste até a fronteira anglo-escocesa, a uma distância de 373 km. Outras rotas principais incluem: o M1 de Londres para Leeds, o M25 que circunda Londres, o M60 que circunda Manchester, o M4 de Londres para o sul de Gales, o M62 de Liverpool via Manchester para East Yorkshire e o M5 de Birmingham para Bristol e o sudoeste.  

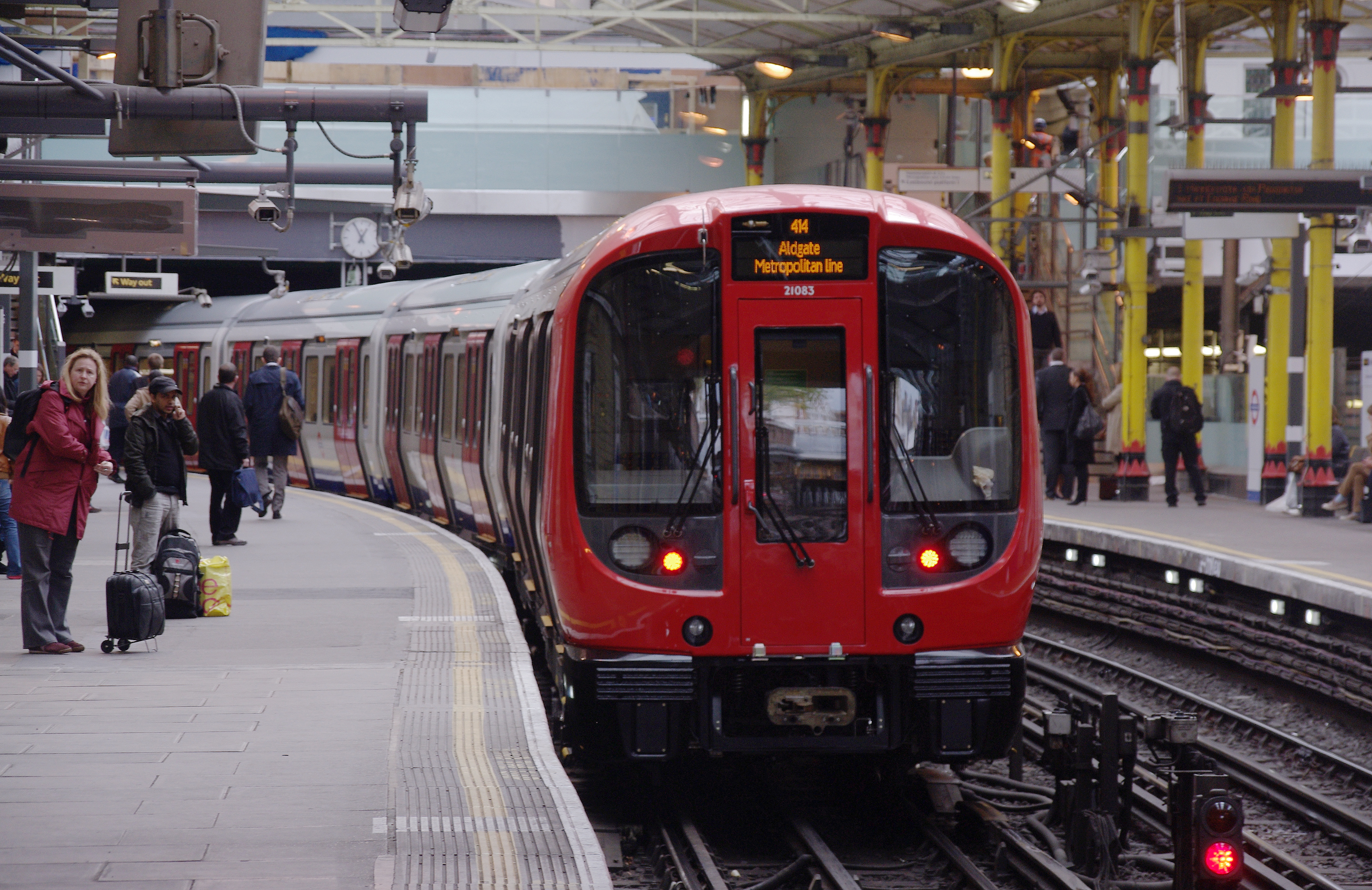
A Metropolitan Railway, agora parte do metrô de Londres, foi a primeira ferrovia subterrânea do mundo.

O transporte de ônibus em todo o país é amplo; As principais empresas incluem National Express, Arriva e Go-Ahead Group. Os ônibus vermelhos de dois andares em Londres se tornaram um símbolo da Inglaterra.
A Rota Nacional do Ciclo oferece rotas de ciclismo nacionalmente. Existe uma rede de trânsito rápido em duas cidades inglesas: o metrô de Londres; e o Tyne and Wear Metro em Newcastle, Gateshead e Sunderland. Existem várias redes de bonde, como o bonde de Blackpool, Manchester Metrolink, Sheffield Supertram e Midland Metro, e o sistema Tramlink centralizado em Croydon, no sul de Londres.
O transporte ferroviário na Inglaterra é o mais antigo do mundo: as ferrovias de passageiros se originaram na Inglaterra em 1825. Grande parte da rede ferroviária de 16 000 km da Grã-Bretanha fica na Inglaterra, cobrindo o país de maneira bastante extensa, embora uma alta proporção de ferrovias as linhas foram fechadas na segunda metade do século XX. Existem planos para reabrir linhas como a Varsity Line entre Oxford e Cambridge. Essas linhas são principalmente de bitola padrão (faixa simples, dupla ou quádrupla), embora também existam algumas linhas de bitola estreita. Há acesso de transporte ferroviário à França e à Bélgica por meio de uma ligação ferroviária submarina, o Túnel da Mancha, que foi concluída em 1994.
A Inglaterra possui extensos links de aviação doméstica e internacional. O maior aeroporto é Heathrow, que é o aeroporto mais movimentado do mundo, medido pelo número de passageiros internacionais. Outros grandes aeroportos incluem o aeroporto de Manchester, o aeroporto de Stansted, o aeroporto de Luton e o aeroporto de Birmingham.

## Cultura

### Arquitetura

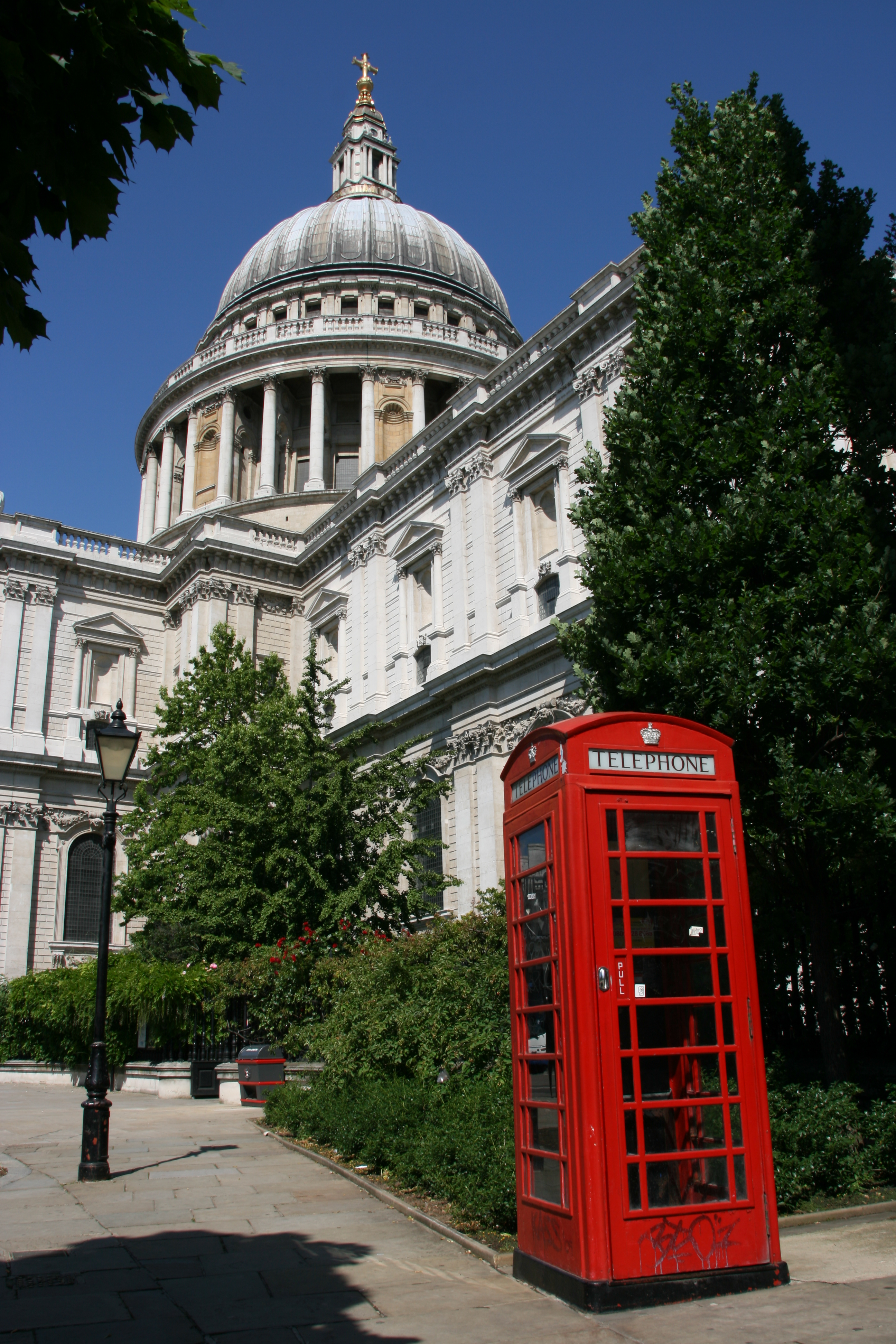
Uma cabine telefônica vermelha em frente à Catedral de São Paulo.

Muitos monumentos antigos de pedra foram erguidos durante o período pré-histórico; Entre os mais conhecidos estão Stonehenge, Devil's Arrows, Rudston Monolith e Castlerigg. Com a introdução da arquitetura romana antiga, houve um desenvolvimento de basílicas, banhos, anfiteatros, arcos triunfais, casas de campo, templos romanos, estradas romanas, fortes romanos, paliçadas e aquedutos. Foram os romanos que fundaram as primeiras cidades como Londres, Bath, York, Chester e St. Albans. Talvez o exemplo mais conhecido seja a Muralha de Adriano, que se estende pelo norte da Inglaterra. Outro exemplo bem preservado são os banhos romanos em Bath, Somerset.
Os edifícios seculares da arquitetura medieval antiga eram construções simples, principalmente usando madeira com palha para telhados. A arquitetura eclesiástica variou de uma síntese do monasticismo hiberno-saxão, à basílica e arquitetura cristã primitiva caracterizada por faixas de pilastra, arcadas em branco, flechas balaústres e aberturas triangulares. Após a conquista normanda em 1066, vários castelos na Inglaterra foram criados para que os senhores da lei pudessem defender sua autoridade e no norte para se proteger da invasão. Alguns dos castelos medievais mais conhecidos são a Torre de Londres, o Castelo de Warwick, o Castelo de Durham e o Castelo de Windsor.

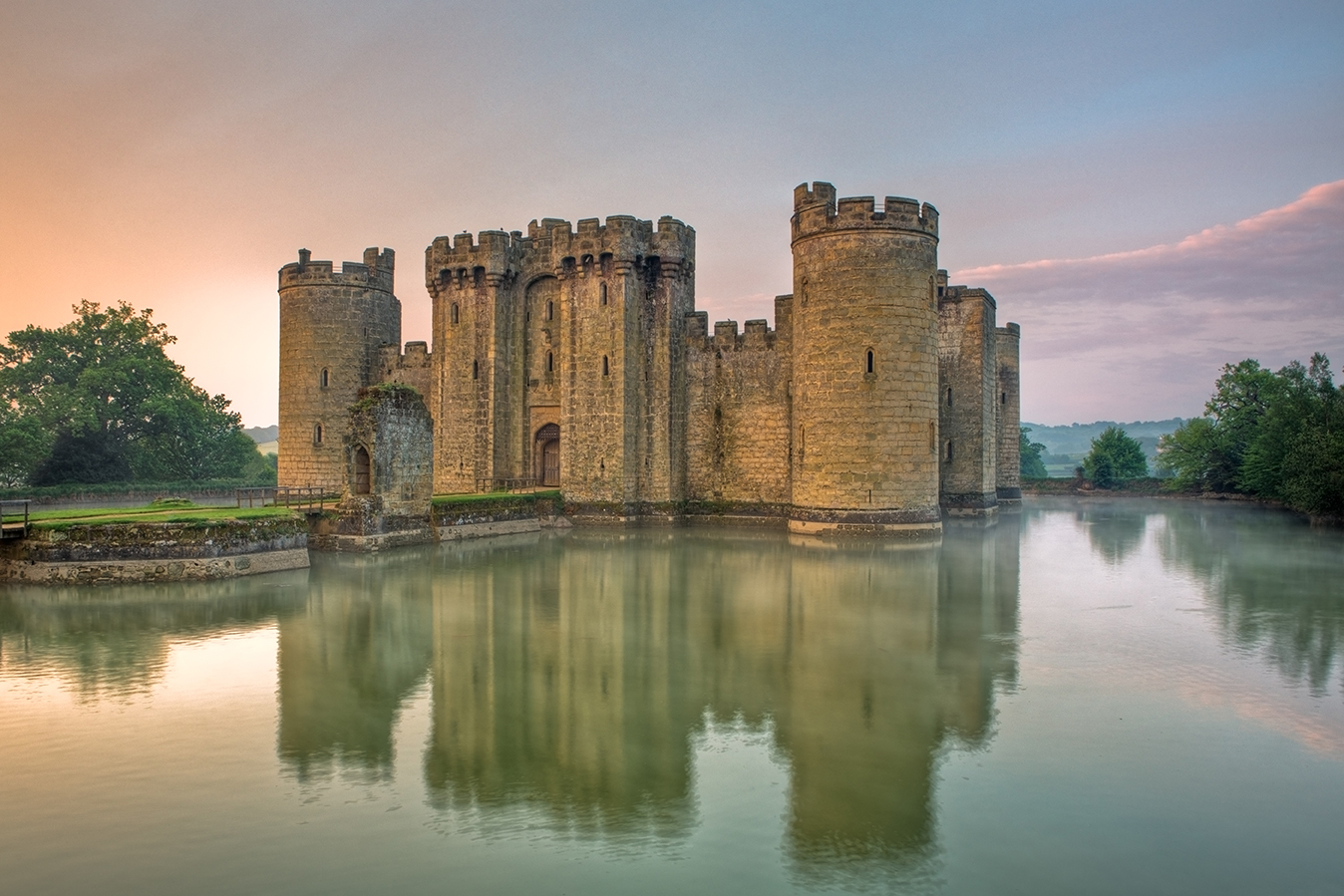
O Bodiam Castle é um castelo do século XIV, perto de Robertsbridge.

Durante a era Plantageneta, uma arquitetura gótica inglesa floresceu, com exemplos excelentes, incluindo as catedrais medievais, como a Catedral de Canterbury, a Abadia de Westminster e a Catedral de York. Expandindo na base normanda, havia também castelos, palácios, grandes casas, universidades e igrejas paroquiais. A arquitetura medieval foi concluída com o estilo Tudor do século XVI; o arco de quatro centros, agora conhecido como arco de Tudor, era uma característica marcante, assim como as casas de pau-a-pique internamente. Após o Renascimento, surgiu uma forma de arquitetura que lembra a antiguidade clássica sintetizada com o cristianismo, sendo particularmente defendido o estilo barroco inglês do arquiteto Christopher Wren.
A arquitetura georgiana seguiu com um estilo mais refinado, evocando uma forma simples dos paladianos; o Royal Crescent em Bath é um dos melhores exemplos disso. Com o surgimento do romantismo durante o período vitoriano, foi lançado um renascimento gótico. Além disso, na mesma época, a Revolução Industrial abriu caminho para edifícios como o Palácio de Cristal. Desde a década de 1930, surgiram várias formas modernistas cuja recepção é muitas vezes controversa, embora os movimentos de resistência tradicionalistas continuem com apoio em lugares influentes.

### Folclore

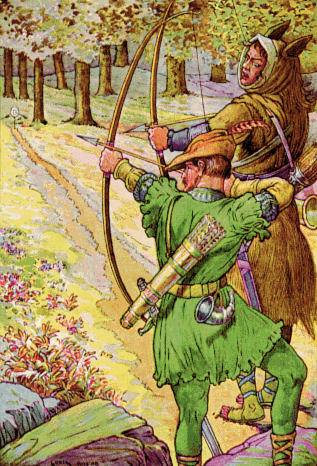
Robin Hood ilustrado em 1912 usando Lincoln Green.

O Folclore inglês desenvolvido ao longo de muitos séculos. Alguns dos personagens e histórias estão presentes em toda a Inglaterra, mas a maioria pertence a regiões específicas. Seres folclóricos comuns incluem duendes, gigantes, elfos, bicho-papões, trolls, bruxas e anões. Enquanto se pensa que muitas lendas e costumes populares são antigos, por exemplo, os contos que caracterizam, outros datam de após a invasão normanda; Robin Hood e seus Merry Men of Sherwood e suas batalhas com o xerife de Nottingham sendo, talvez, os mais conhecidos.
Durante a Alta Idade Média, os contos originários das tradições britônicas entraram no folclore inglês e se desenvolveram no mito arturiano. Estes foram derivados de fontes anglo-normandas, galesas e francesas, apresentando o rei Arthur, Camelot, Excalibur, Merlin e os Cavaleiros da Távola Redonda, como Lancelot. Essas histórias são mais centralmente reunidas na Historia Regum Britanniae de Geoffrey of Monmouth (História dos Reis da Grã-Bretanha). Outra figura antiga da tradição britânica, o rei Cole, pode ter sido baseada em uma figura real da Grã-Bretanha sub-romana. Muitos dos contos e pseudo-histórias fazem parte da matéria mais ampla da Grã-Bretanha, uma coleção de folclore britânico compartilhado.
Algumas figuras folclóricas são baseadas em pessoas históricas semi ou reais cuja história foi passada séculos; Dizem que Lady Godiva cavalgou nua a cavalo por Coventry; Herevardo, o Vigilante era uma figura inglesa heróica que resistia à invasão normanda; Herne the Hunter é um fantasma equestre associado à Floresta de Windsor e ao Great Park; e Mãe Shipton é a bruxa arquetípica. Em 5 de novembro, as pessoas fazem fogueiras, acendem fogos de artifício e comem maçãs de caramelo em comemoração ao fracasso da trama da pólvora, centrada em Guy Fawkes. O bandido cavalheiresco, como Dick Turpin, é um personagem recorrente, enquanto Barba Negra é o pirata arquetípico. Atualmente, existem várias atividades folclóricas nacionais e regionais, como Morris, Maypole, Rapper Sword no Nordeste, Long Sword Dance em Yorkshire, Mummers Plays, chute de garrafa em Leicestershire e queijos em Cooper's Hill. Não existe traje nacional oficial, mas alguns estão bem estabelecidos, como o Pearly Kings and Queens associado a cockneys, a Guarda Real, o traje Morris e Beefeaters.

### Culinária
Desde o início do período moderno, a comida da Inglaterra tem sido historicamente caracterizada por sua simplicidade de abordagem e confiança na alta qualidade dos produtos naturais. Durante a Idade Média e durante o período do Renascimento, a culinária inglesa desfrutou de excelente reputação, embora um declínio tenha começado durante a Revolução Industrial com o afastamento da terra e o aumento da urbanização da população. A culinária da Inglaterra, no entanto, sofreu recentemente um renascimento, que tem sido reconhecido pelos críticos de comida com algumas boas classificações no melhor restaurante do restaurante nas paradas mundiais. Um livro antigo de receitas em inglês é o Forme of Cury, da corte real de Ricardo II.
Exemplos tradicionais de comida inglesa incluem o assado de domingo, com uma junta assada (geralmente carne, cordeiro, frango ou porco) servida com legumes variados, pudim de Yorkshire e molho. Outras refeições de destaque incluem peixe e batatas fritas e o café da manhã inglês completo (geralmente composto de bacon, salsichas, tomates grelhados, pão frito, pudim preto, feijão, cogumelos e ovos). Várias tortas de carne são consumidas, como torta de carne e rim, torta de carne e cerveja, torta caseira, torta de porco (geralmente consumida a frio) e o pastel da Cornualha.
As salsichas são comumente consumidas, como salsichas e purê ou sapos no buraco. O hotpot de Lancashire é um ensopado bem conhecido originário do noroeste. Alguns dos queijos mais populares são Cheddar, Red Leicester, Wensleydale, Double Gloucester e Blue Stilton. Muitos pratos híbridos anglo-indianos, caril, foram criados, como frango tikka masala e balti. Os pratos de sobremesa tradicionais ingleses incluem torta de maçã ou outras tortas de frutas; pau manchado — tudo geralmente servido com creme; e, mais recentemente, pudim de caramelo. Doces incluem tortas (simples ou com frutas secas) servidas com geléia ou creme, pães de frutas secas, bolos Eccles e tortas de carne moída, além de uma grande variedade de biscoitos doces ou condimentados.
Bebidas não alcoólicas comuns incluem chá, cuja popularidade foi aumentada por Catarina de Bragança, e café; as bebidas alcoólicas frequentemente consumidas incluem vinho, sidra e cerveja inglesa, como cerveja amarga, suave, forte e marrom.

### Artes visuais

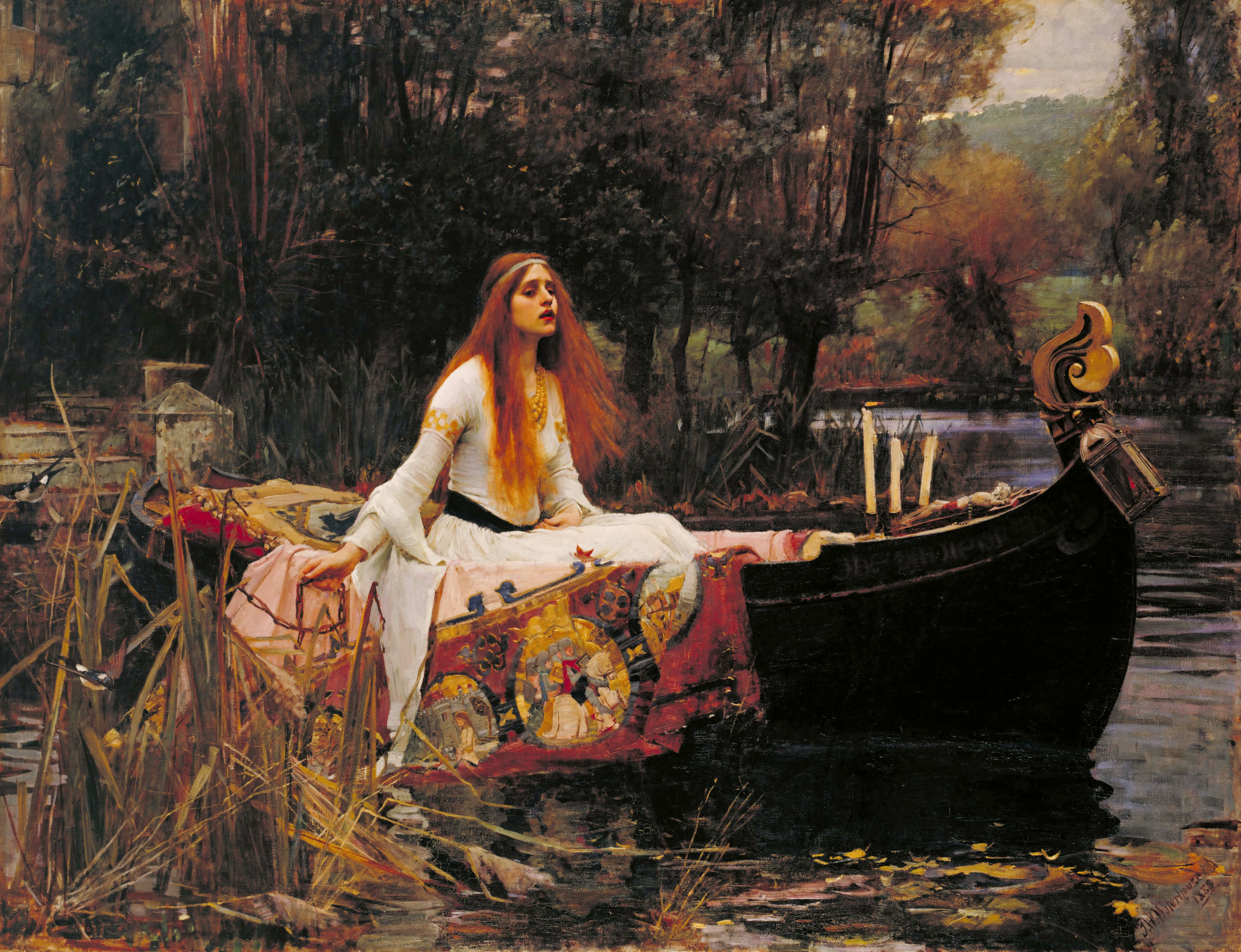
A Dama de Shalott, de John William Waterhouse, no estilo pré-rafaelita.

Os primeiros exemplos conhecidos são as obras de arte rupestre e caverna pré-históricas, mais proeminentes em North Yorkshire, Northumberland e Cumbria, mas também aparecem mais ao sul, por exemplo, em Creswell Crags. Com a chegada da cultura romana no século I, várias formas de arte, como estátuas, bustos, vidrarias e mosaicos, eram a norma. Existem inúmeros artefatos sobreviventes, como os de Lullingstone e Aldborough. Durante o início da Idade Média, o estilo favoreceu cruzes e marfim esculpidos, pintura manuscrita, joias de ouro e esmalte, demonstrando o amor por desenhos intrincados e entrelaçados, como o Staffordshire Hoard descoberto em 2009. Alguns desses estilos gaélicos e anglicanos misturados, como os Evangelhos de Lindisfarne e o Saltério Vespasiano. Mais tarde, a arte gótica era popular em Winchester e Canterbury, sobrevivem exemplos como Benedictional of St. Æthelwold e Luttrell Psalter.
A era Tudor viu artistas proeminentes como parte de sua corte, a pintura de retrato que continuaria sendo uma parte duradoura da arte inglesa, foi impulsionada pelo alemão Hans Holbein, nativos como Nicholas Hilliard construídos sobre isso. Sob os Stuarts, os artistas continentais foram influentes, especialmente os flamengos; exemplos do período incluem Anthony van Dyck, Peter Lely, Godfrey Kneller e William Dobson. O século XVIII foi um período de importância com a fundação da Royal Academy, prevaleceu um classicismo baseado no Alto Renascimento, com Thomas Gainsborough e Joshua Reynolds se tornando dois dos artistas mais apreciados da Inglaterra.
A Norwich School continuou a tradição da paisagem, enquanto a Irmandade Pré-Rafaelita, liderada por artistas como Holman Hunt, Dante Gabriel Rossetti e John Everett Millais, reviveu o estilo do início da Renascença com seu estilo vívido e detalhado. Entre os artistas do século XX, destaque foi Henry Moore, considerado a voz da escultura britânica e do modernismo britânico em geral. Os pintores contemporâneos incluem Lucian Freud, cujo trabalho Benefits Supervisor Sleeping, em 2008, estabeleceu um recorde mundial de valor de venda de uma pintura de um artista vivo.

### Literatura, poesia e filosofia

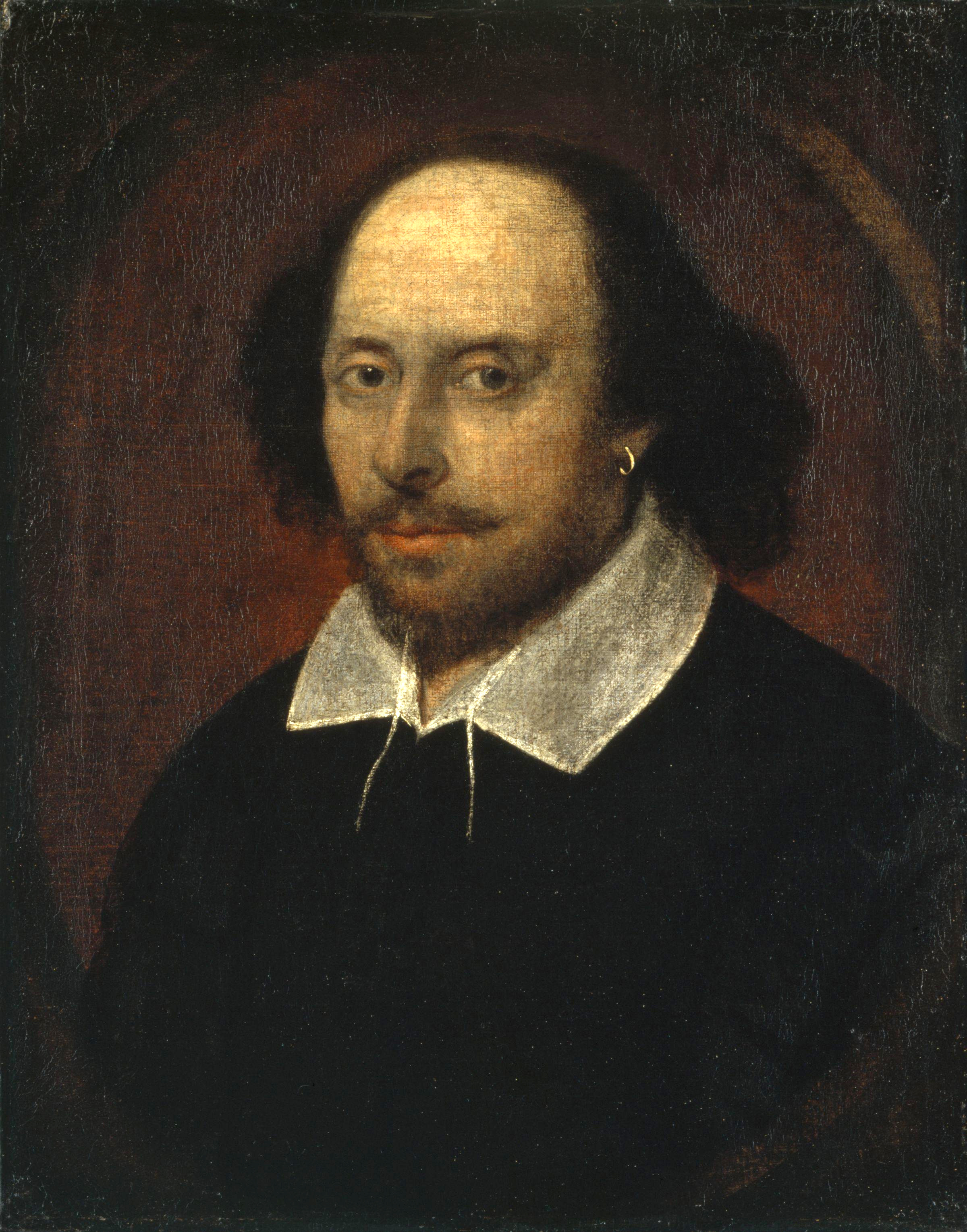
William Shakespeare, considerado o maior escritor inglês.

Autores antigos, como Beda e Alcuin, escreveram em latim. O período da literatura inglesa antiga forneceu o poema épico Beowulf e a prosa secular da Crônica Anglo-Saxônica, juntamente com escritos cristãos como Judith, o hino de Cædmon e hagiografias. Após a conquista normanda, o latim continuou entre as classes educadas, bem como uma literatura anglo-normanda.
A literatura inglesa média surgiu com Geoffrey Chaucer, autor de The Canterbury Tales, junto com Gower, o Pearl Poet e Langland. Guilherme de Ockham e Roger Bacon, que eram franciscanos, foram os principais filósofos da Idade Média. Juliana de Norwich, que escreveu Revelações do Amor Divino, era uma mística cristã proeminente. Com a literatura renascentista inglesa no estilo inglês moderno adiantado apareceu. William Shakespeare, cujas obras incluem Hamlet, Romeu e Julieta, Macbeth e Sonho de uma noite de verão, continua sendo um dos autores mais campeões da literatura inglesa.
Christopher Marlowe, Edmund Spenser, Philip Sydney, Thomas Kyd, John Donne e Ben Jonson são outros autores estabelecidos da era elisabetana. Francis Bacon e Thomas Hobbes escreveram sobre empirismo e materialismo, incluindo método científico e contrato social. Filmer escreveu sobre o direito divino dos reis. Marvell foi o poeta mais conhecido da Commonwealth, enquanto John Milton foi o autor de Paradise Lost durante a Restauração.
Alguns dos filósofos mais importantes do Iluminismo foram John Locke, Thomas Paine, Samuel Johnson e Jeremy Bentham. Os elementos mais radicais foram posteriormente contestados por Edmund Burke, que é considerado o fundador do conservadorismo. O poeta Alexander Pope, com seu verso satírico, tornou-se bem-visto. Os ingleses tiveram um papel significativo no romantismo: Samuel Taylor Coleridge, Lord Byron, John Keats, Mary Shelley, Percy Bysshe Shelley, William Blake e William Wordsworth foram figuras importantes.
Em resposta à Revolução Industrial, os escritores agrários procuraram um caminho entre liberdade e tradição; William Cobbett, GK Chesterton e Hilaire Belloc foram os principais expoentes, enquanto o fundador do socialismo da guilda, Arthur Penty, e o defensor do movimento cooperativo GDH Cole estão um pouco relacionados. O empirismo continuou por John Stuart Mill e Bertrand Russell, enquanto Bernard Williams estava envolvido em análises. Autores de toda a era vitoriana incluem Charles Dickens, as irmãs Brontë, Jane Austen, George Eliot, Rudyard Kipling, Thomas Hardy, HG Wells e Lewis Carroll. Desde então, a Inglaterra continuou produzindo romancistas como George Orwell, DH Lawrence, Virginia Woolf, CS Lewis, Enid Blyton, Aldous Huxley, Agatha Christie, Terry Pratchett, JRR Tolkien e JK Rowling.

### Música
A música folclórica tradicional da Inglaterra tem séculos de idade e contribuiu para vários gêneros com destaque; principalmente barracões do mar, gabaritos, hornpipes e dance music. Possui variações próprias e peculiaridades regionais. As baladas de Robin Hood do século XVI, impressas por Wynkyn de Word, são um artefato importante, assim como as coleções The Dancing Master, de John Playford, e as coleções Roxburghe Ballads, de Robert Harley. Algumas das músicas mais conhecidas são Greensleeves, Pastime with Good Company, Maggie May e Spanish Ladies, entre outras. Muitas rimas de berçário são de origem inglesa, como Mary, Mary, Muito Contrário, Roses são vermelhas, Jack e Jill, London Bridge Is Falling Down, O Grão-Duque de York, Hey Diddle Diddle e Humpty Dumpty. As canções de Natal tradicionais inglesas incluem "We Wish You a Merry Christmas", "The First Noel", “I Saw Three Ships” e "God Rest You Merry, Gentlemen".

Os Beatles são a banda de maior sucesso comercial e aclamada pela crítica na música popular.

Os primeiros compositores ingleses de música clássica incluem os artistas renascentistas Thomas Tallis e William Byrd, seguidos por Henry Purcell do período barroco. George Frideric Handel, nascido na Alemanha, passou a maior parte de sua vida de compositor em Londres e tornou-se um ícone nacional na Grã-Bretanha, criando algumas das obras mais conhecidas da música clássica, especialmente seus oratórios ingleses, The Messiah, Salomon, Water Music e Music para o Royal Fireworks. Um de seus quatro hinos da coroação, Zadok, o sacerdote, composto para a coroação de Jorge II, foi realizado em todas as coroações britânicas subsequentes, tradicionalmente durante a unção do soberano. Houve um renascimento no perfil dos compositores da Inglaterra no século XX, liderado por Edward Elgar, Benjamin Britten, Frederick Delius, Gustav Holst, Ralph Vaughan Williams e outros. Os compositores atuais da Inglaterra incluem Michael Nyman, mais conhecido por The Piano, e Andrew Lloyd Webber, cujos musicais alcançaram enorme sucesso no West End e no mundo.
No campo da música popular, muitas bandas inglesas e artistas solo foram citados como os músicos mais influentes e mais vendidos de todos os tempos. Atos como The Beatles, Led Zeppelin, Pink Floyd, Elton John, Queen, Rod Stewart e The Rolling Stones estão entre os artistas mais vendidos do mundo. Muitos gêneros musicais têm origem na (ou fortes associações com) a Inglaterra, como invasão britânica, rock progressivo, hard rock, Mod, glam rock, heavy metal, Britpop, rock indie, rock gótico, shoegazing, acid house, garage, trip hop, drum and bass e dubstep.
Grandes festivais de música ao ar livre no verão e outono são populares, como Glastonbury, V Festival e os festivais de Reading e Leeds. A casa de ópera mais proeminente da Inglaterra é a Royal Opera House, em Covent Garden. O Baile de Formatura — uma temporada de concertos de orquestra clássica realizados principalmente no Royal Albert Hall, em Londres — é um grande evento cultural no calendário inglês e acontece anualmente. O Royal Ballet é uma das principais companhias de ballet clássico do mundo, com reputação construída em duas figuras proeminentes da dança do século XX, a bailarina Margot Fonteyn e o coreógrafo Frederick Ashton.

### Cinema

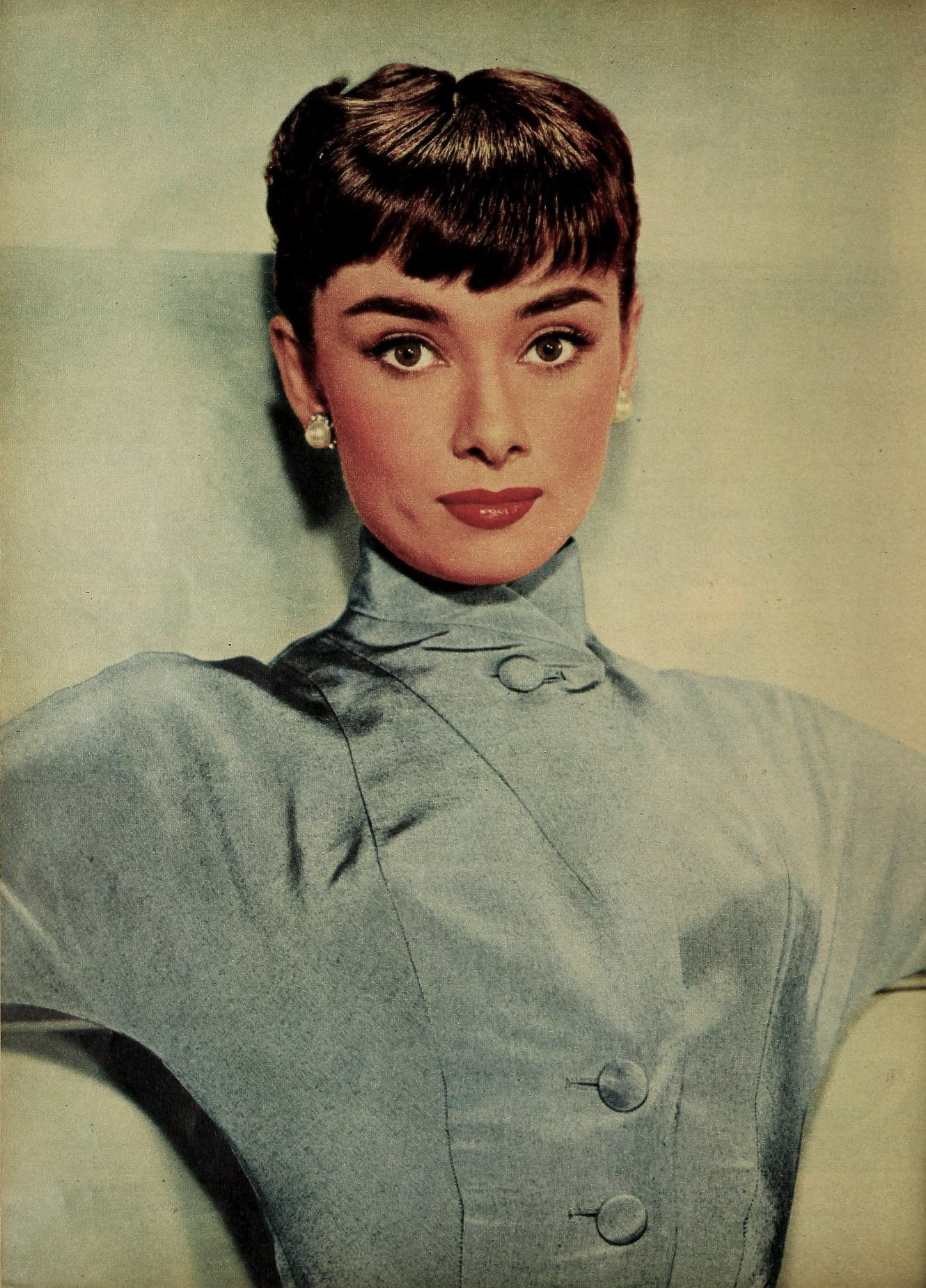
Audrey Hepburn, atriz britânica de grande sucesso mundial.

A Inglaterra (e o Reino Unido como um todo) teve uma influência considerável na história do cinema, produzindo alguns dos maiores atores, diretores e filmes de todos os tempos, incluindo Alfred Hitchcock, Charlie Chaplin, David Lean, Laurence Olivier, Vivien Leigh, John Gielgud, Peter Sellers, Julie Andrews, Michael Caine, Gary Oldman, Helen Mirren, Kate Winslet e Daniel Day-Lewis. Hitchcock e Lean estão entre os cineastas mais aclamados pela crítica. O primeiro thriller de Hitchcock, The Lodger: Uma História do Nevoeiro de Londres (1926), ajudou a moldar o gênero de suspense no cinema, enquanto seu filme de 1929, Blackmail, é frequentemente considerado o primeiro longa-metragem de som britânico.
Os principais estúdios de cinema na Inglaterra incluem Pinewood, Elstree e Shepperton. Alguns dos filmes de maior sucesso comercial de todos os tempos foram produzidos na Inglaterra, incluindo duas das franquias de filmes com maior bilheteria (Harry Potter e James Bond). A Ealing Studios, em Londres, afirma ser o mais antigo estúdio de cinema que trabalha continuamente no mundo. Famosa por gravar muitas trilhas sonoras de filmes, a Orquestra Sinfônica de Londres apresentou pela primeira vez a música cinematográfica em 1935. Os filmes Hammer Horror, estrelados por Christopher Lee, viram a produção dos primeiros filmes de terror sangrentos mostrando sangue e tripas em cores.
Os 100 filmes britânicos da BFI incluem Life of Brian (1979), de Monty Python, um filme eleito regularmente o mais engraçado de todos os tempos pelo público do Reino Unido. Os produtores ingleses também atuam em coproduções internacionais e atores, diretores e equipe ingleses aparecem regularmente em filmes americanos. O conselho de cinema do Reino Unido classificou David Yates, Christopher Nolan, Mike Newell, Ridley Scott e Paul Greengrass os cinco diretores ingleses de maior sucesso comercial desde 2001. Outros diretores contemporâneos ingleses incluem Sam Mendes, Guy Ritchie e Richard Curtis. Os atores atuais incluem Tom Hardy, Daniel Craig, Benedict Cumberbatch, Emma Watson e Tom Holland. Aclamado por seu trabalho de captura de movimento, Andy Serkis abriu o Imaginarium Studios em Londres em 2011. A empresa de efeitos visuais Framestore em Londres produziu alguns dos efeitos especiais mais aclamados pela crítica no cinema moderno. Muitos filmes de sucesso de Hollywood foram baseados em ingleses, histórias ou eventos. O 'Ciclo Inglês' dos filmes de animação da Disney inclui Alice no País das Maravilhas, O Livro da Selva, Winnie the Pooh e Peter Pan.

### Esportes
A Inglaterra tem uma forte herança esportiva e, durante o século XIX, codificou muitos esportes que agora são praticados em todo o mundo. Os esportes originários da Inglaterra incluem futebol de associação, críquete, união de rugby, liga de rugby, tênis, boxe, badminton, squash, rounders, hóquei, sinuca, bilhar, dardos, tênis de mesa, boliche, netball, corridas de cavalos puro-sangue, corridas de galgos e caça a raposas. Ajudou o desenvolvimento do golfe, vela e Fórmula 1.
O futebol é o mais popular desses esportes. A equipe nacional de futebol da Inglaterra, cuja sede é o Estádio de Wembley, jogou na Escócia no primeiro jogo internacional de futebol de 1872. Referida como a "casa do futebol" pela FIFA, a Inglaterra sediou a Copa do Mundo de 1966 e venceu o torneio derrotou a Alemanha Ocidental por 4 a 2 na final, com Geoff Hurst marcando um hat-trick. Com um pico de audiência na televisão britânica de 32,30 milhões de telespectadores, a final é o evento de televisão mais assistido de todos os tempos no Reino Unido.  

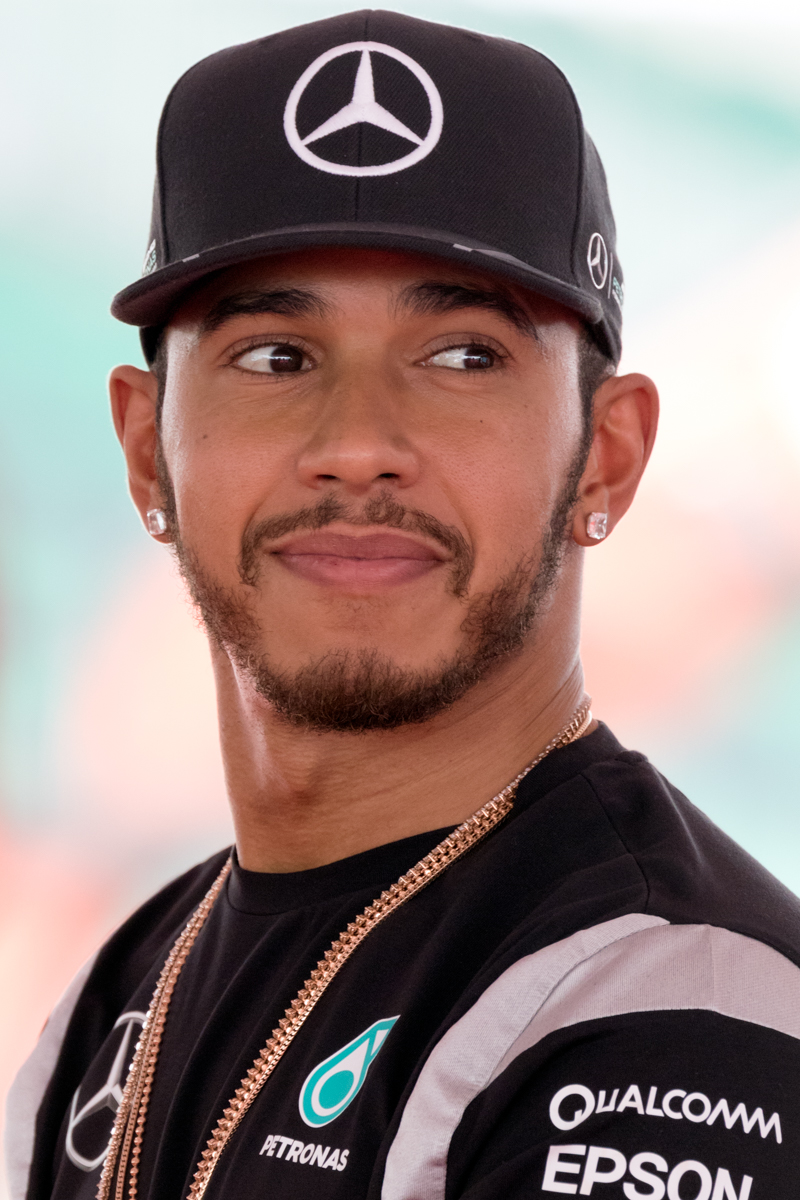
Lewis Hamilton, heptacampeão de fórmula 1.

No nível de clubes, a Inglaterra é reconhecida pela FIFA como o berço do futebol de clubes, porque o Sheffield FC, fundado em 1857, é o clube mais antigo do mundo. A Associação de Futebol é o órgão mais antigo do esporte, com as regras do futebol elaboradas pela primeira vez em 1863 por Ebenezer Cobb Morley. A FA Cup e a Football League foram as primeiras competições da copa e da liga, respectivamente. Nos dias modernos, a Premier League é a liga de futebol mais assistida do mundo, mais lucrativa e entre a elite.
Como é o caso em todo o Reino Unido, o futebol na Inglaterra é notável pelas rivalidades entre clubes e pela paixão dos torcedores, que inclui uma tradição de cânticos de futebol. A Copa da Europa (hoje Liga dos Campeões da UEFA) foi conquistada por vários clubes ingleses. O time de futebol inglês mais bem-sucedido na Copa da Europa / Liga dos Campeões da UEFA é o Liverpool FC, que venceu a competição em seis ocasiões. Outro sucesso inglês veio do Manchester United FC, vencendo a competição em 3 ocasiões; O Chelsea e o Nottingham Forest FC venceram em duas ocasiões, o Aston Villa FC venceu o troféu uma vez.
O Grande Prêmio da Inglaterra de 1950 em Silverstone foi a primeira corrida do recém-criado Campeonato Mundial de Fórmula 1. Desde então, a Inglaterra produziu alguns dos maiores pilotos do esporte, incluindo; John Surtees, Stirling Moss, Graham Hill (único piloto que venceu a Tríplice Coroa), Nigel Mansell (único homem que conquistou títulos de F1 e IndyCar ao mesmo tempo), Damon Hill, Lewis Hamilton e Jenson Button. Alguns dos carros de corrida mais avançados tecnicamente, e muitas das empresas de corrida de hoje escolhem a Inglaterra como sua base de operações por seu conhecimento e organização de engenharia. McLaren Automotive, Williams F1, Team Lotus, Honda, Brawn GP, Benetton, Renault e Red Bull Racing estão todos, ou foram, localizados no sul da Inglaterra. A Inglaterra também tem uma rica herança no Grand Prix de motociclismo, o principal campeonato de motociclismo, e produziu vários Campeões do Mundo em todas as classes: Mike Hailwood, John Surtees, Phil Read , Geoff Duke e Barry Sheene.